# Logias vaticanas
Las logias del Palacio Apostólico de la Ciudad del Vaticano son una serie de espacios que funcionan a modo de corredor, abierto a los elementos por un lado, y que fueron decorados en torno a 1519 por un amplio equipo de artistas de Rafael, con Giovanni da Udine como la mano principal implicada. Debido a la falta de importancia relativa del espacio, y el deseo de copiar el recientemente redescubierto estilo Domus Aurea de la pintura romana antigua, no se utilizaron pinturas grandes, y las superficies fueron cubiertas en su mayoría con diseños grutescos sobre un fondo blanco, con pinturas imitando esculturas en nichos y pequeños temas figurativos en un renacimiento del estilo romano antiguo. Esta gran variedad proporcionó un repertorio de elementos que sirvieron de base para la creación de artistas posteriores de decoración grutesca en toda Europa.

## Decoración

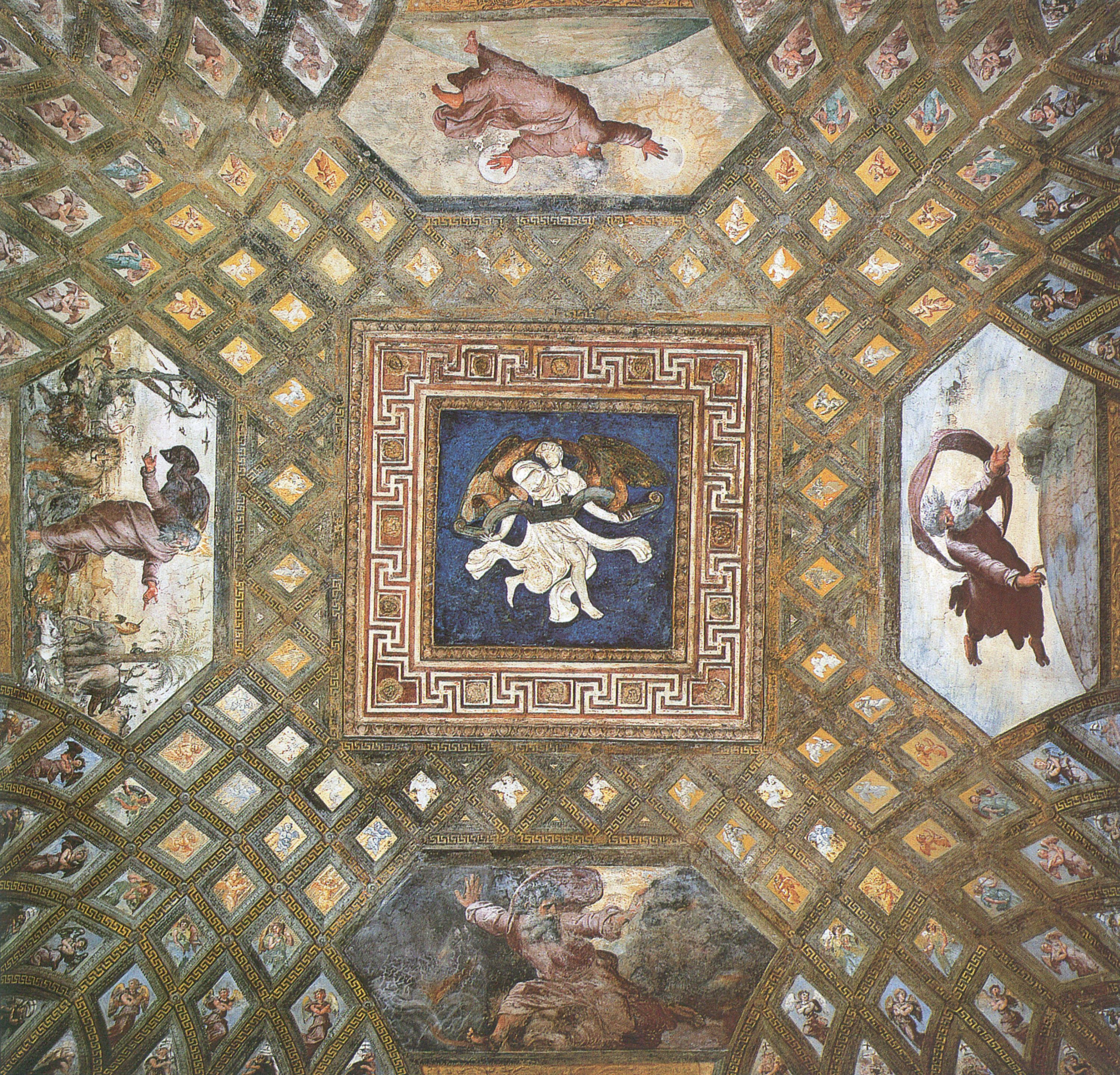
Primera bóveda

Rafael fue nombrado el 1 de abril de 1514 por León X arquitecto de San Pedro como ayudante de Bramante, con una asignación de 300 ducados de oro al año. Poco después, el 1 de agosto, tras la muerte de Bramante, fue designado arquitecto jefe (magister operis). En el Palacio Apostólico, Rafael se encargó de la construcción de diversas galerías o logias: las llamadas logias vaticanas (1519) y el apartamento del cardenal Bibbiena, del que quedan dos espacios: la Stufetta y la Loggetta (1516-1517).
Las logias se encontraban en el segundo piso del palacio de Nicolás III, que da al patio de San Dámaso, donde antiguamente había un jardín cerrado por un muro, formando un espacio del tipo del hortus secretus. Para esta galería, Rafael diseñó un tipo de bóvedas a specchio que fraccionan la superficie creando una serie de recuadros, unos espacios óptimos para ser decorados al fresco.

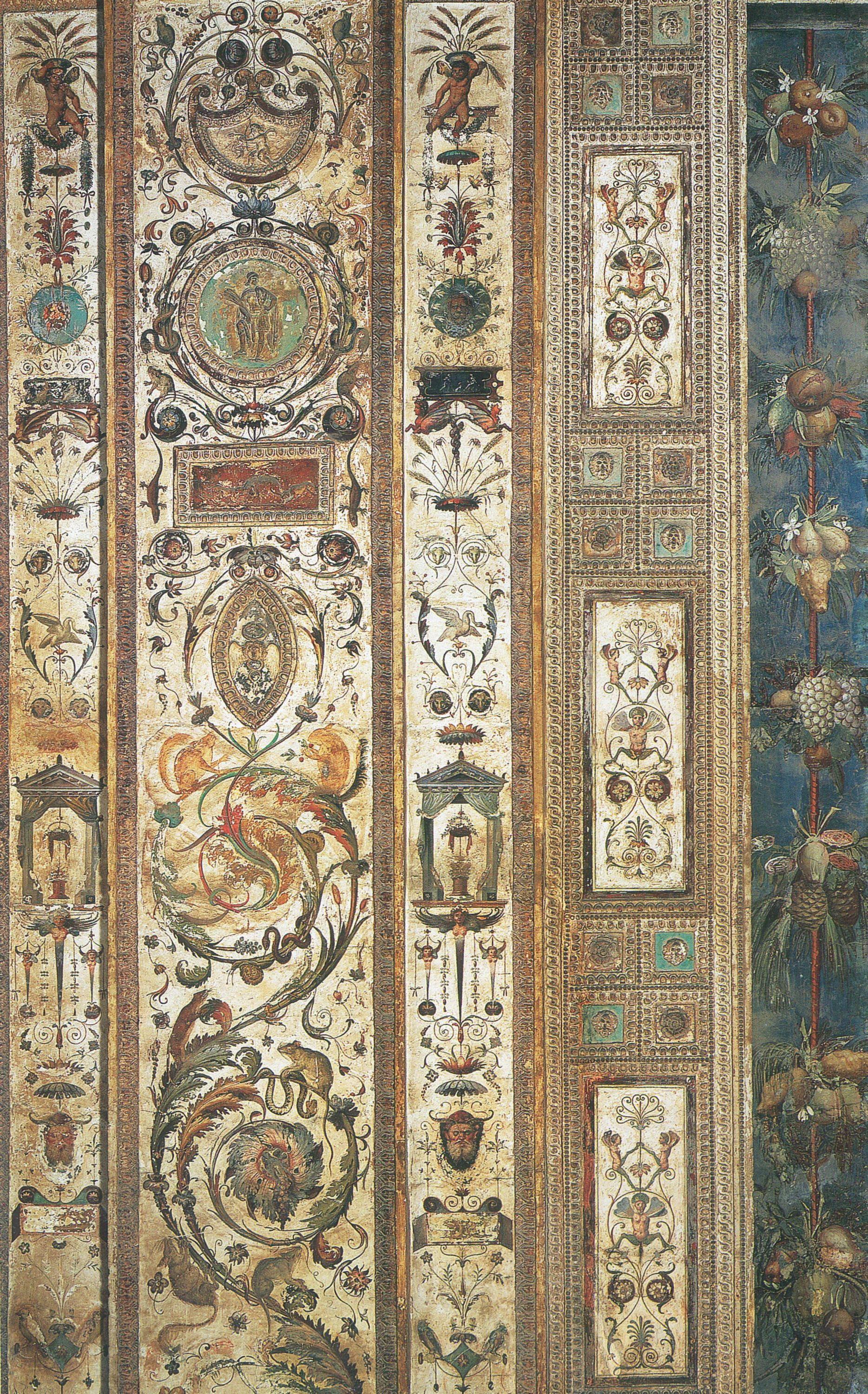
Grutesco

Para decorar estos espacios, Rafael desarrolló un programa de pinturas de temática religiosa junto a un nuevo tipo de decoración de estuco basada en motivos ornamentales inspirada en la recién descubierta Domus Aurea, que se vino en denominar grutescos (del italiano grotte, «grutas», por los subterráneos en los que fue descubierta la residencia de Nerón). Escogió escenas basadas en el Antiguo y Nuevo Testamento, aunque incorporó a la decoración algunos personajes mitológicos, como héroes de la mitología griega, sátiros, faunos, ménades, centauros o esfinges.
Para su realización, Rafael conformó un equipo de artistas liderado por Giovanni da Udine, en el que figuraban también Giulio Romano, Giovan Francesco Penni, Tommaso Vincidor, Vincenzo Tamagni, Perin del Vaga, Pellegrino da Modena y Polidoro da Caravaggio. Giorgio Vasari, en su biografía de Rafael, cita también a «muchos otros pintores que hicieron historias y figuras y otras cosas necesarias para todo aquel trabajo». Rafael se limitó a la concepción general del conjunto y la realización de algunos dibujos, y supervisó el trabajo de los otros artistas.
La galería tiene 65 m de longitud y 4 m de anchura, y está dividida en trece bóvedas, cada una con cuatro escenas pintadas al fresco en marcos de estuco hexagonales, rectangulares o cimbrados; en los ángulos hay decoración de grutescos, mientras que en las claves de bóveda figura el escudo de León X —en la bóveda central— o bien victorias o genios con el yugo (enseña del cardenal Giovanni di Lorenzo de' Medici antes de ser papa León X) en las otras.
Las doce primeras bóvedas tienen historias del Antiguo Testamento, mientras que la decimotercera del Nuevo. En las paredes y pilastras hay decoración de grutescos que incluyen motivos geométricos y florales, así como diversas figuras de origen mitológico, reproducciones de obras de arte famosas como el Torso del Belvedere, el San Jorge de Donatello o el Jonás de Lorenzetto, o escenas contemporáneas como El papa León X impartiendo la bendición a un prelado o el elefante Annone, mascota del pontífice.
El ciclo fue realizado probablemente entre finales de 1517 y principios de 1519. Sobre el comienzo existen discrepancias entre los expertos: Hermann Dollmayr señala finales de 1517, mientras que Oskar Fischel y Enzo Carli apuestan por principios de 1518 y Carlo Gamba lo retrotrae aún a 1516. Sobre la finalización existe menos polémica, ya que existen documentos que la avalan a principios de 1519: una orden de pago del 11 de junio de 1519 para «los mozos que han pintado la galería» y dos cartas que anuncian la finalización del trabajo, una de Marcantonio Michiel a un amigo veneciano (4 de mayo) y otra de Baldassare Castiglione a Isabel Gonzaga (16 de junio).
Las pinturas sufrieron cierto deterioro con el paso del tiempo debido a su exposición a la intemperie, hasta que la galería fue cubierta con cristales en la segunda mitad del siglo XIX. En 1952 se descubrieron dos medias pilastras pintadas tras una pared de cierre del arco del fondo mandada construir por Paulo III en los años 1530 o 1540, que por su mejor conservación dieron una idea de cómo debían ser las pinturas originales.

### Primera bóveda
El primer ciclo está dedicado al Génesis, e incluye las escenas de la Creación de la luz, Separación de la tierra y las aguas, Creación del sol y de la luna y Creación de los animales. En la monocromía de la base figura Dios que santifica el séptimo día. Según Giorgio Vasari, el ciclo sería obra de Perin del Vaga. Para Fischel, las cuatro escenas serían de Rafael, mientras que Giovanni Battista Cavalcaselle y Johann David Passavant las atribuyen a Giulio Romano. Hoy día, la mayoría de expertos las otorgan a Giovan Francesco Penni, sobre diseños de Giulio Romano. Según Gamba, la primera escena sería de Rafael. Frederick Hartt atribuye a Giovanni da Udine los animales y a Polidoro da Caravaggio los paisajes.

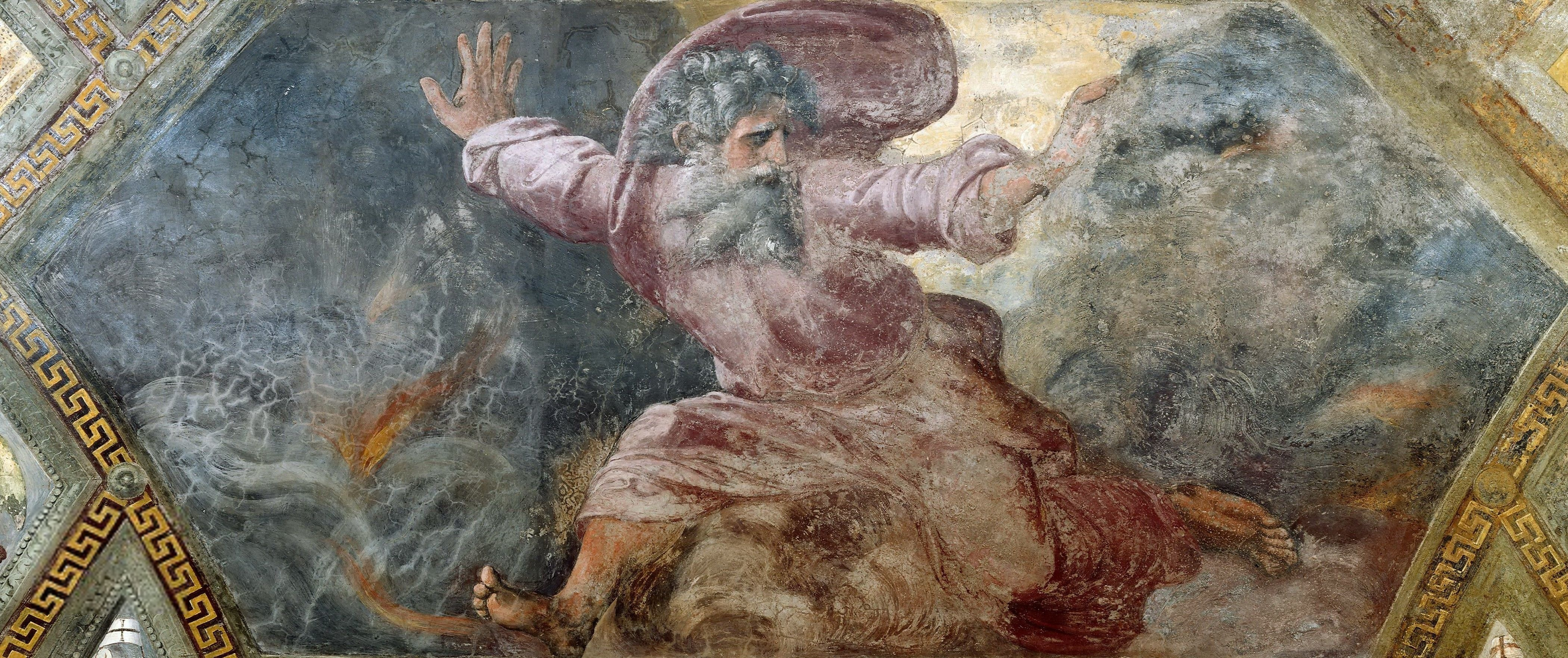
Creación de la luz
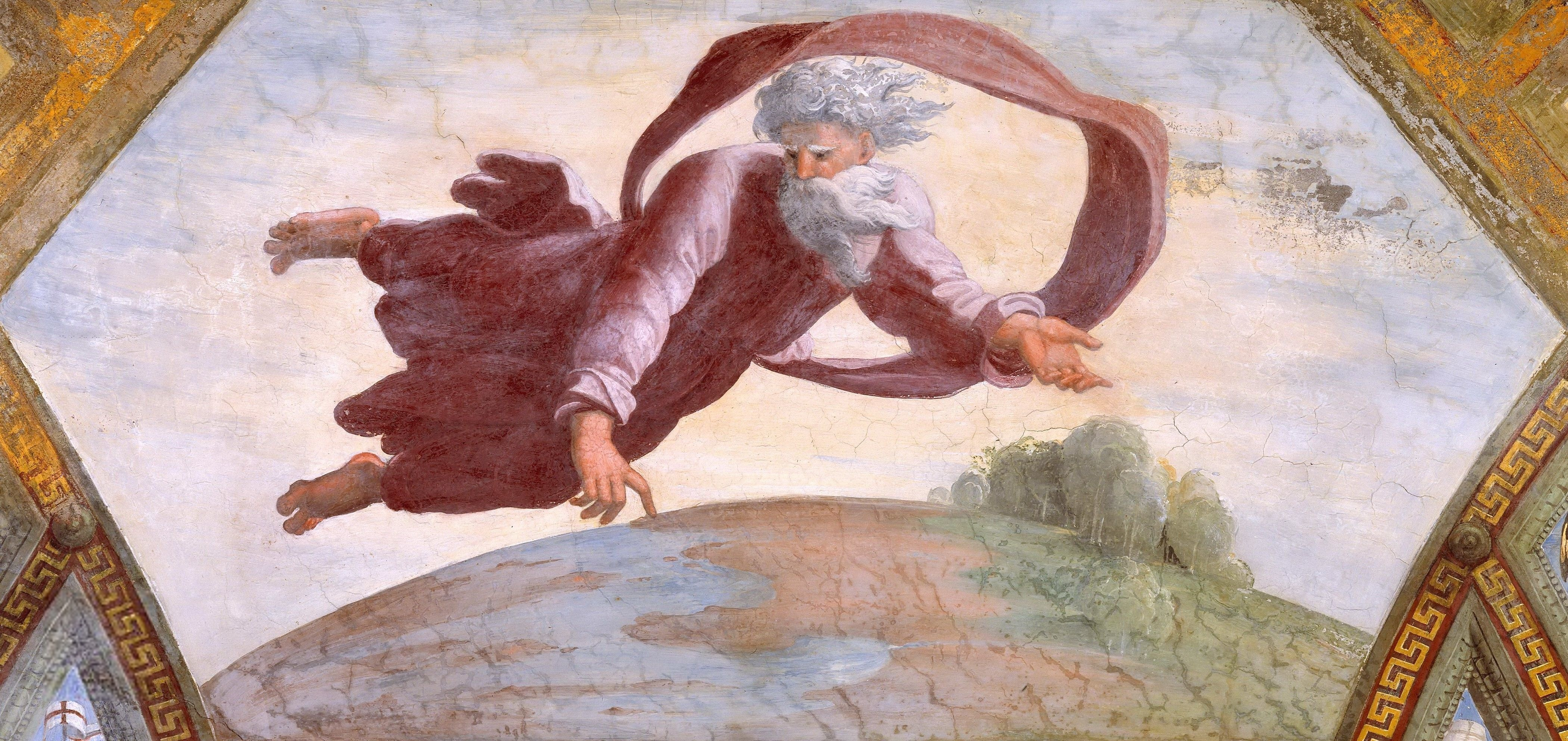
Separación de la tierra y las aguas
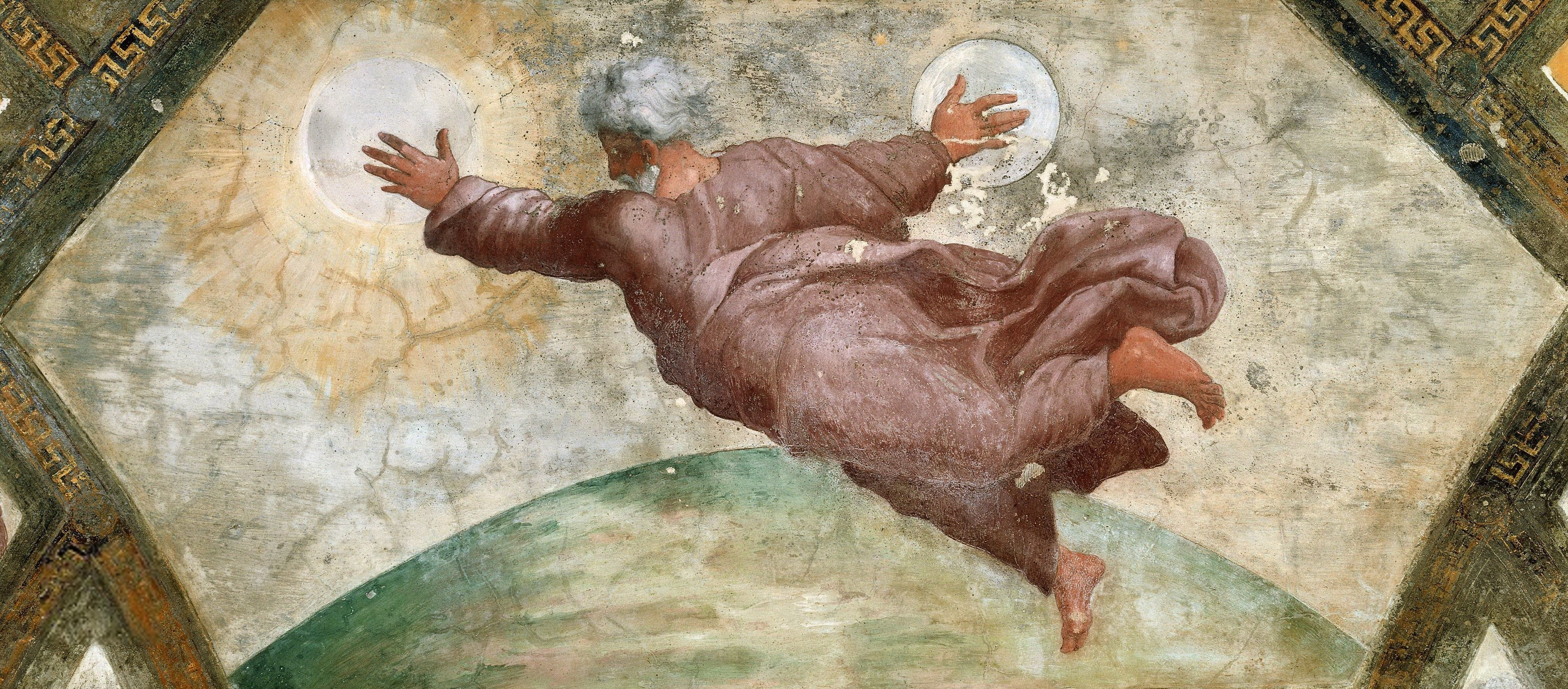
Creación del sol y de la luna
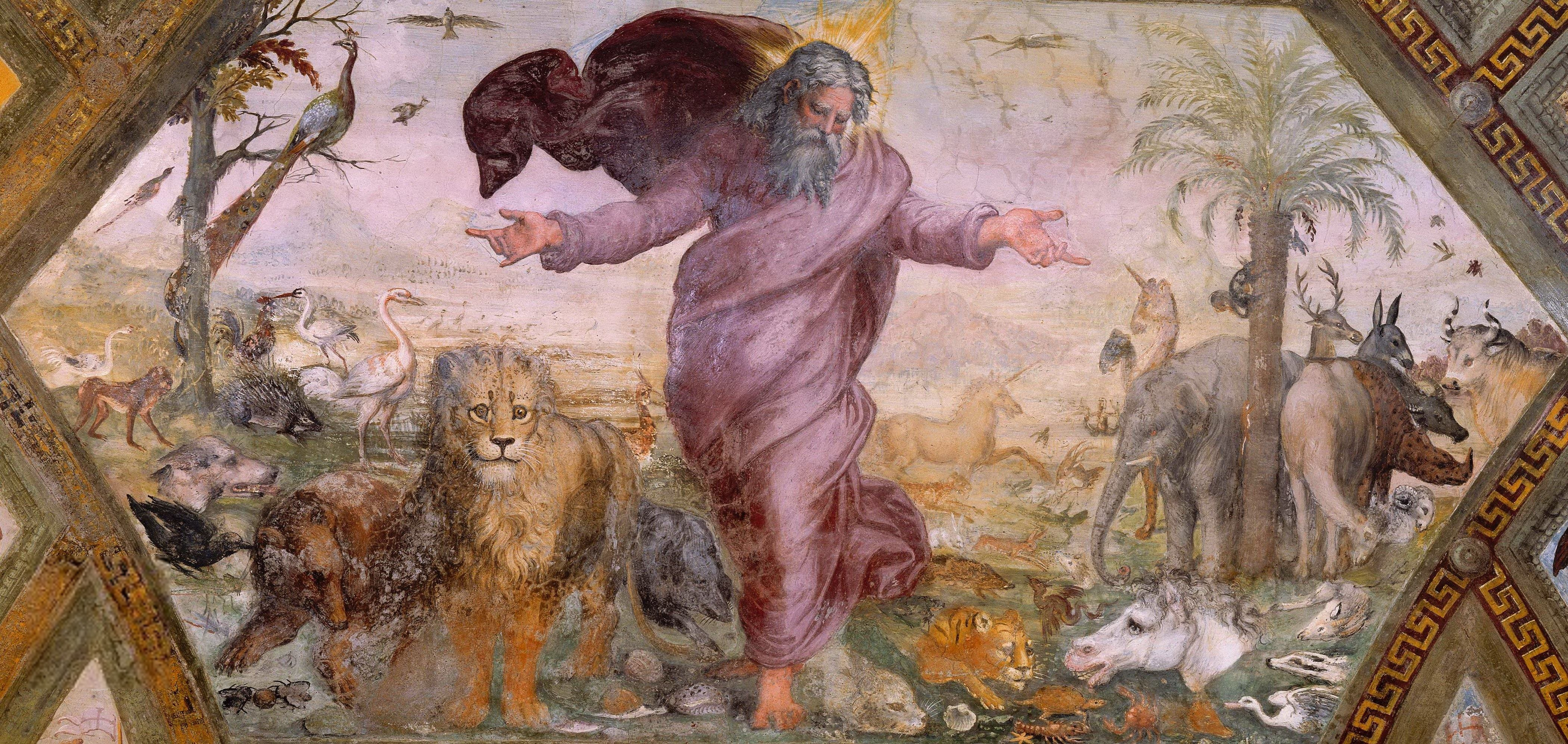
Creación de los animales

### Segunda bóveda
La segunda bóveda está dedicada a Adán y Eva, y presenta las escenas de la Creación de Eva, el Pecado original, la Expulsión del Paraíso y el Trabajo de los primeros padres. La monocromía de la base no se conserva, aunque según diversos testimonios representaba tres escenas relacionadas con Caín y Abel: Caín y Abel arrodillados ente los altares, el Eterno que se vuelve a Abel y Caín que mata a Abel. Cavalcaselle atribuía a Romano las tres primeras; hoy día suelen adjudicarse a Penni, quizá con la ayuda de Romano. La cuarta está muy estropeada y es de difícil atribución.

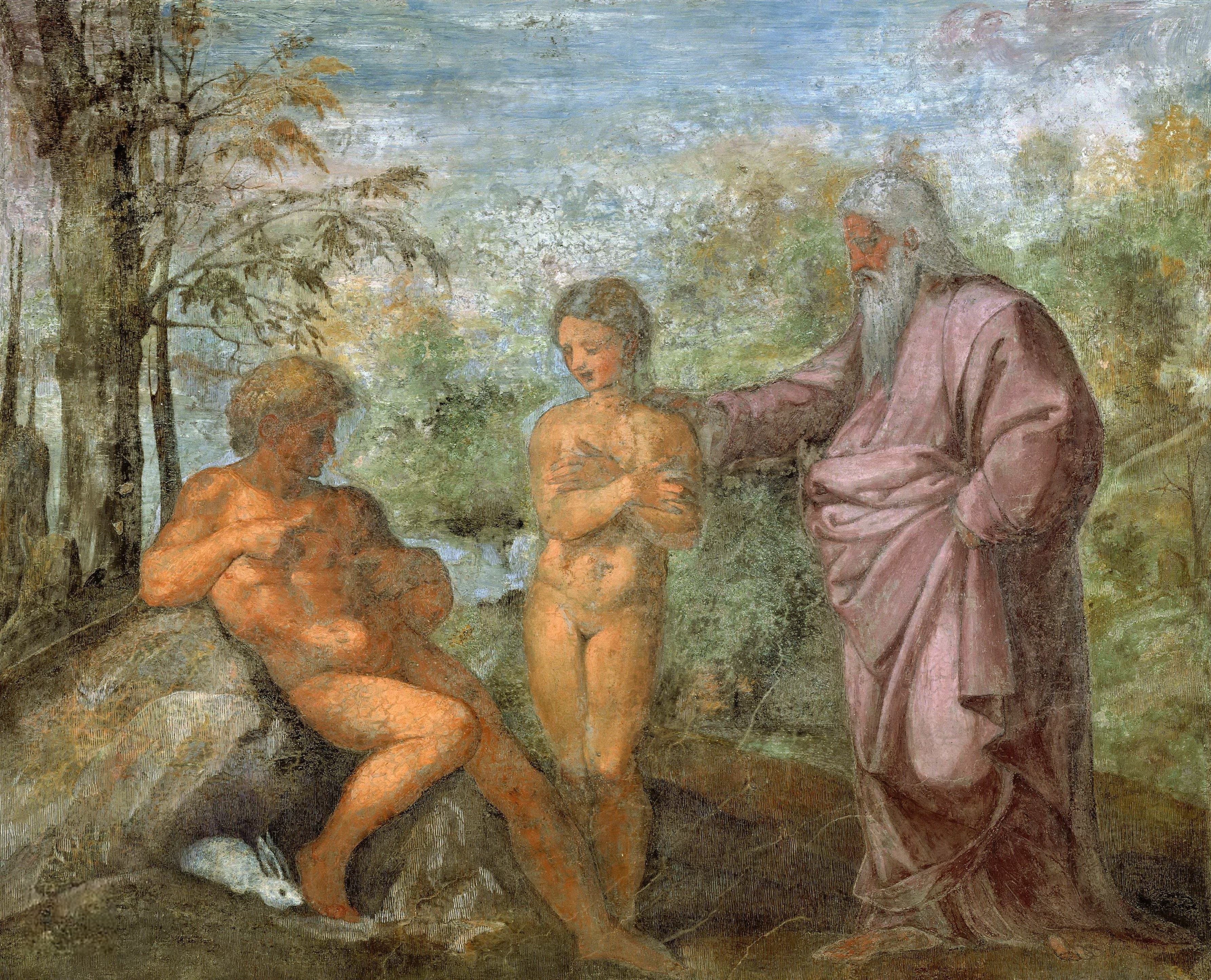
Creación de Eva
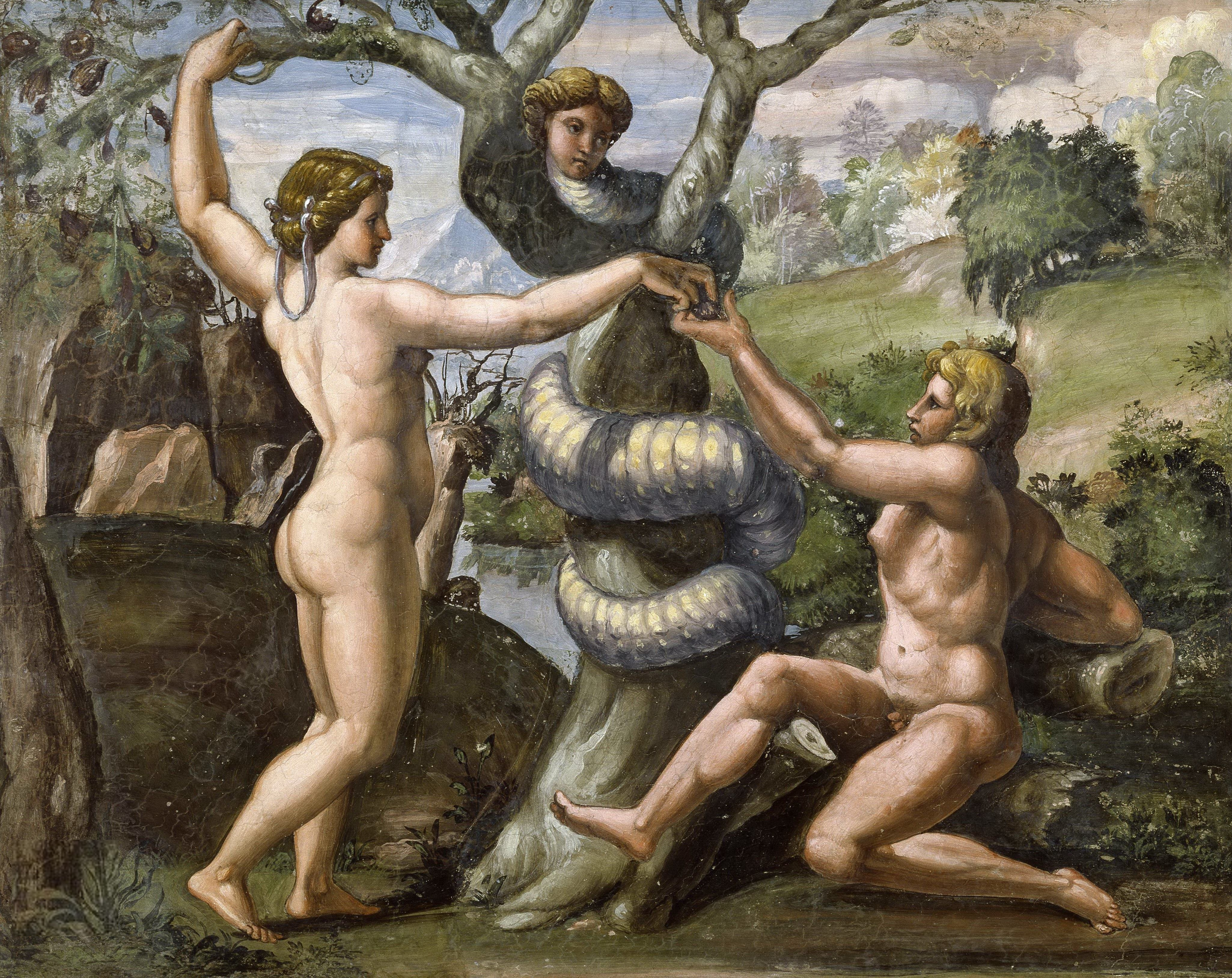
Pecado original
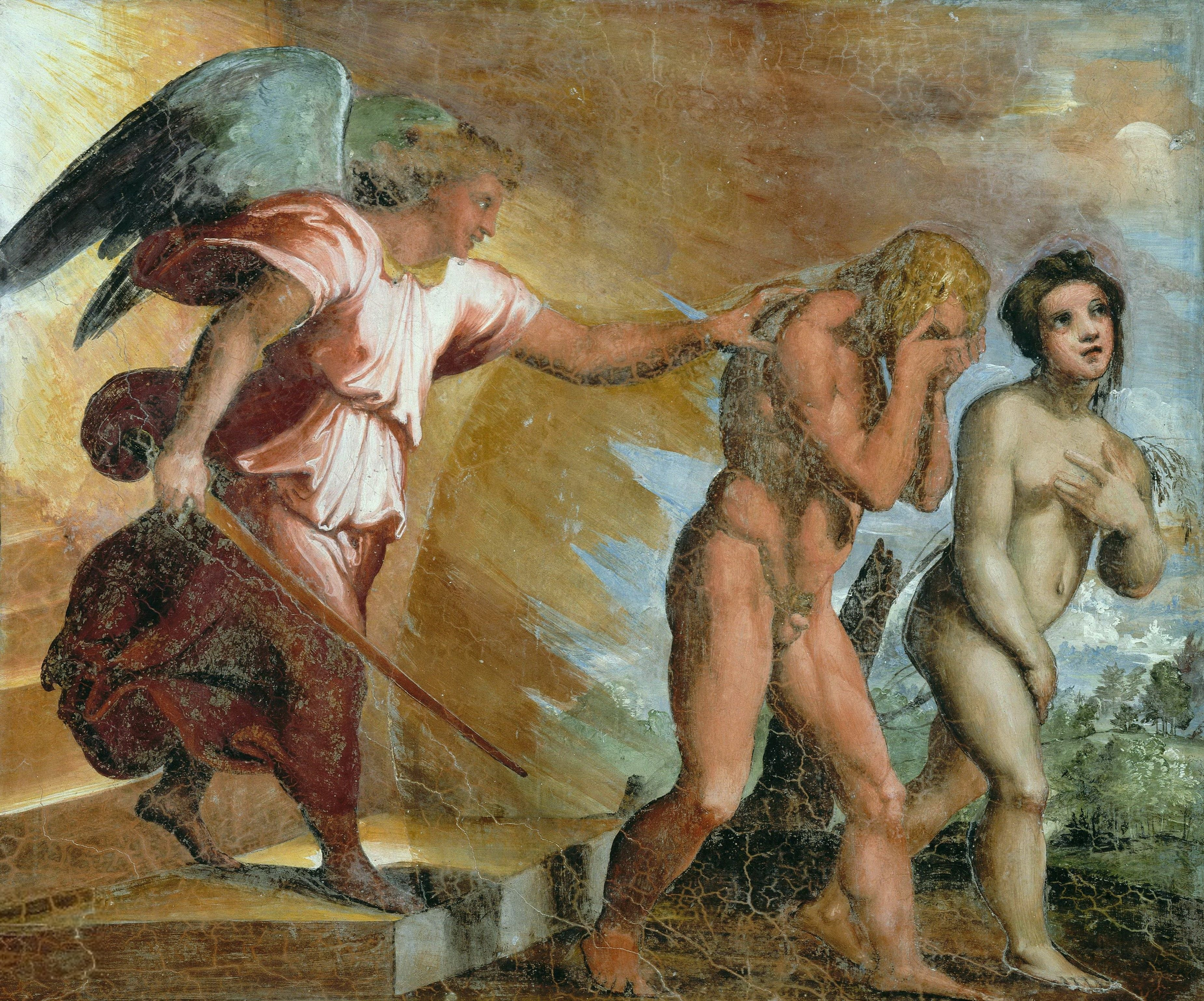
Expulsión del Paraíso
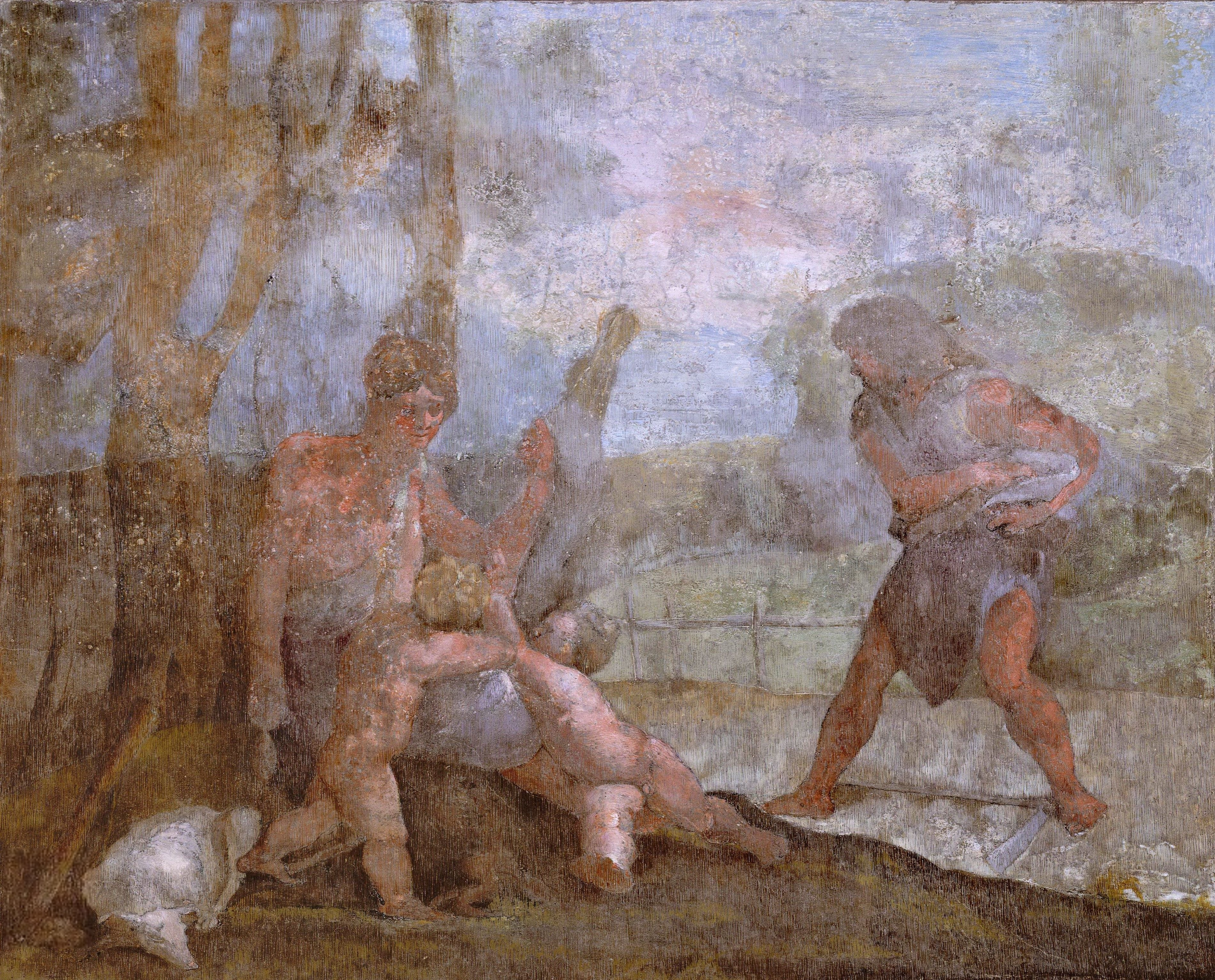
Trabajo de los primeros padres

### Tercera bóveda
Dedicada a Noé, desarrolla las escenas de la Construcción del arca, el Diluvio universal, la Salida del arca y el Sacrificio de Noé. En la base, aparece el Arco iris después del Diluvio. Vasari atribuyó a Romano la primera y la cuarta, que para Cavalcaselle serían de Penni, asignando a Giulio Romano el Diluvio. La tercera está muy estropeada.

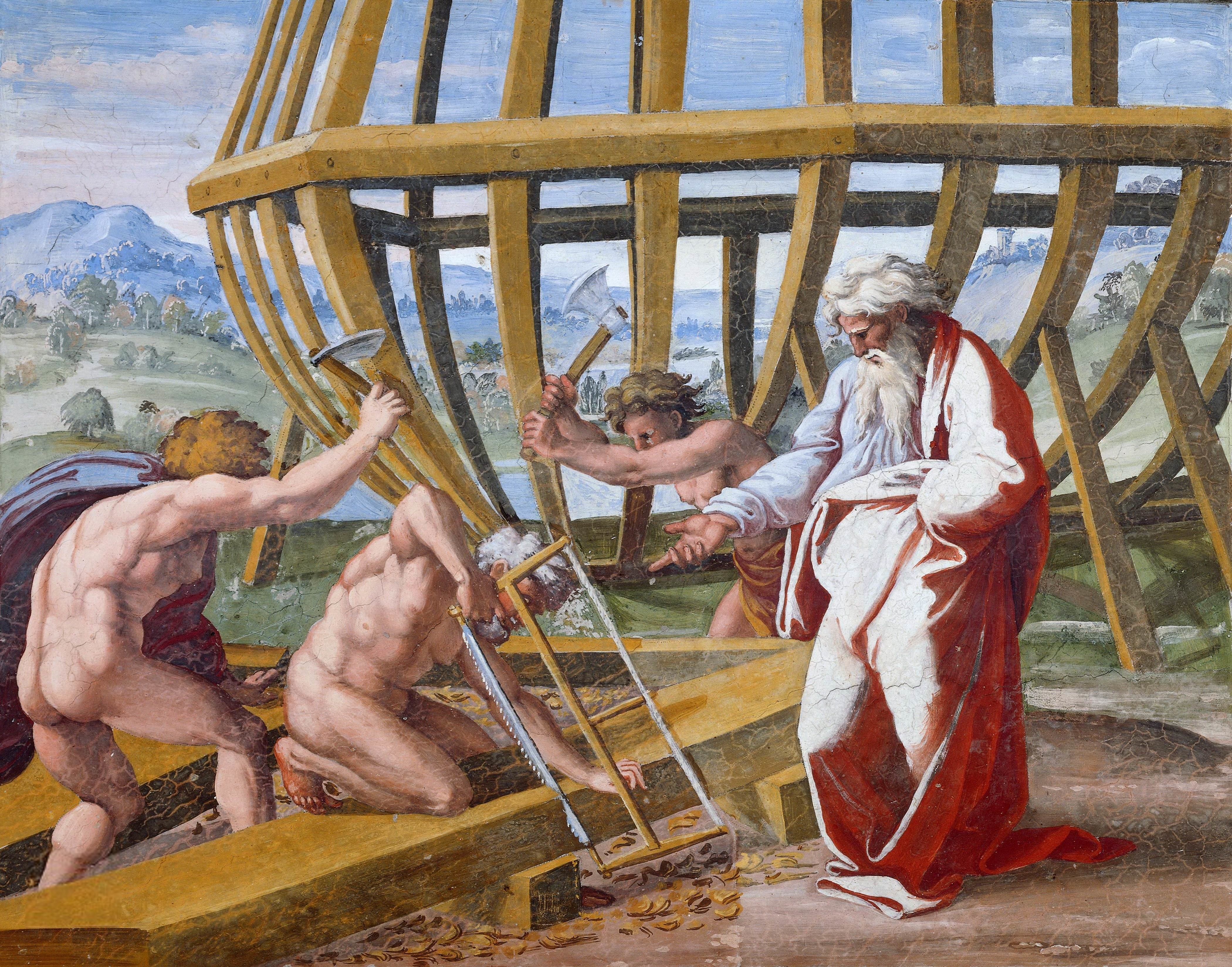
Construcción del arca
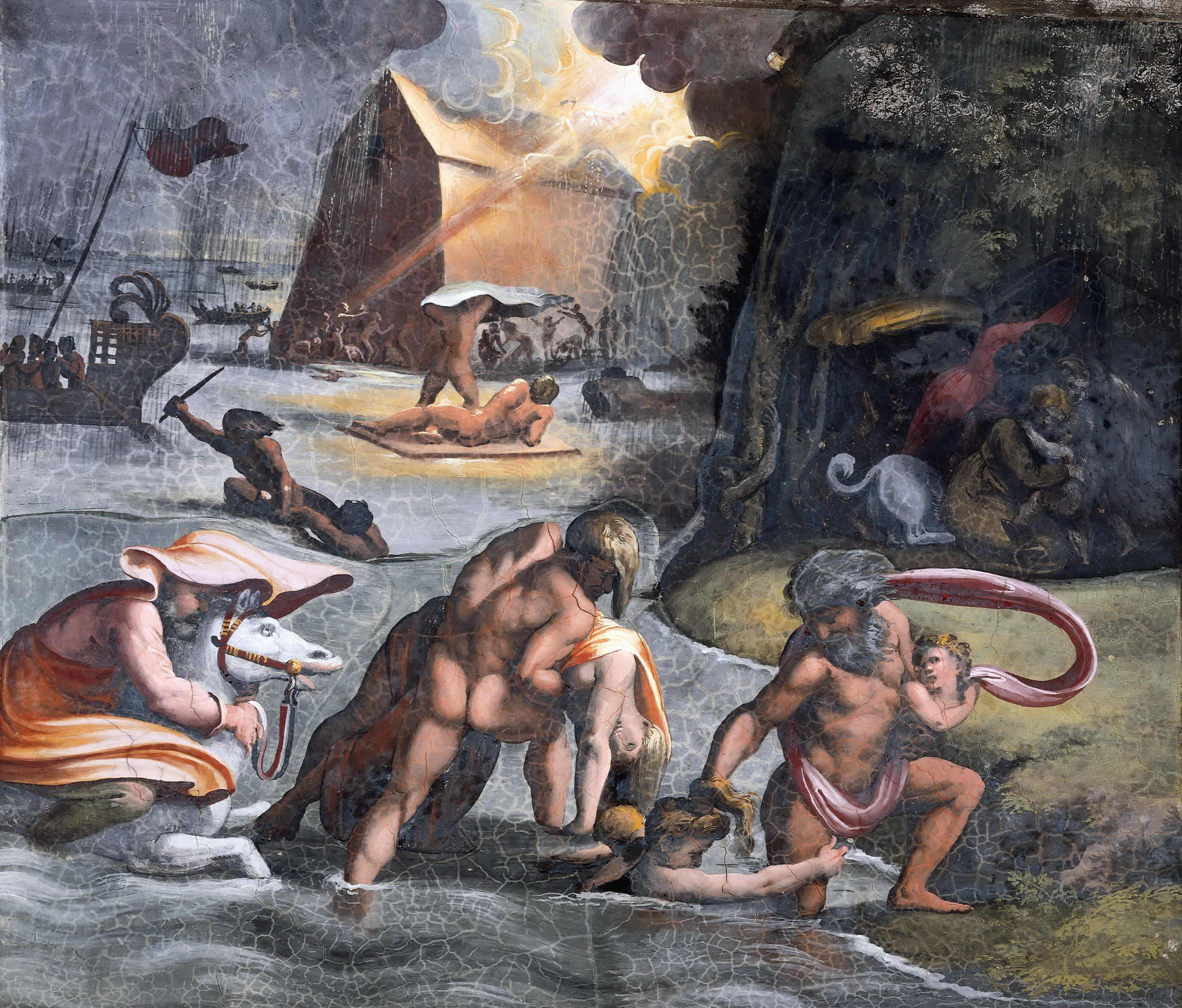
Diluvio universal
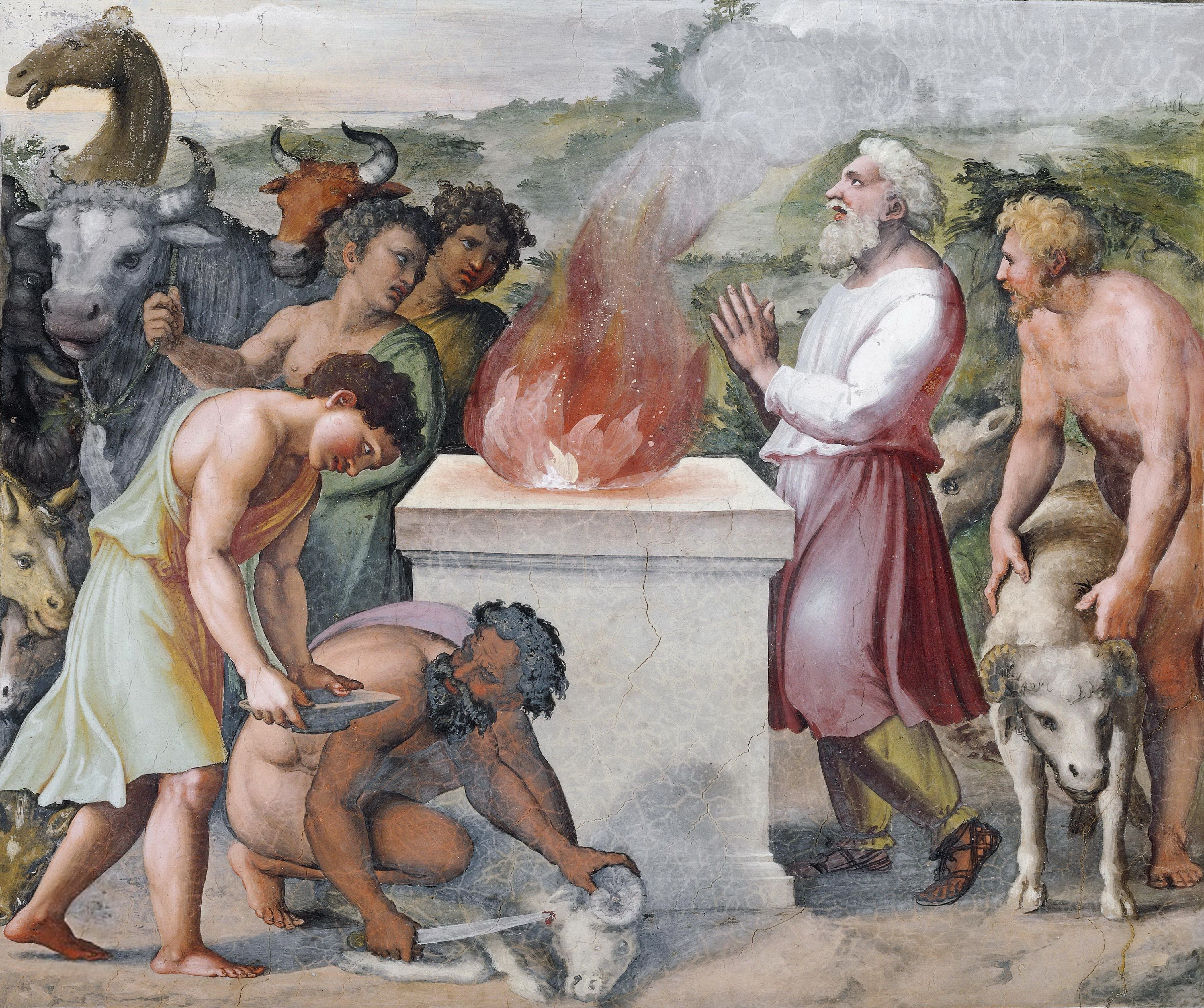
Sacrificio de Noé
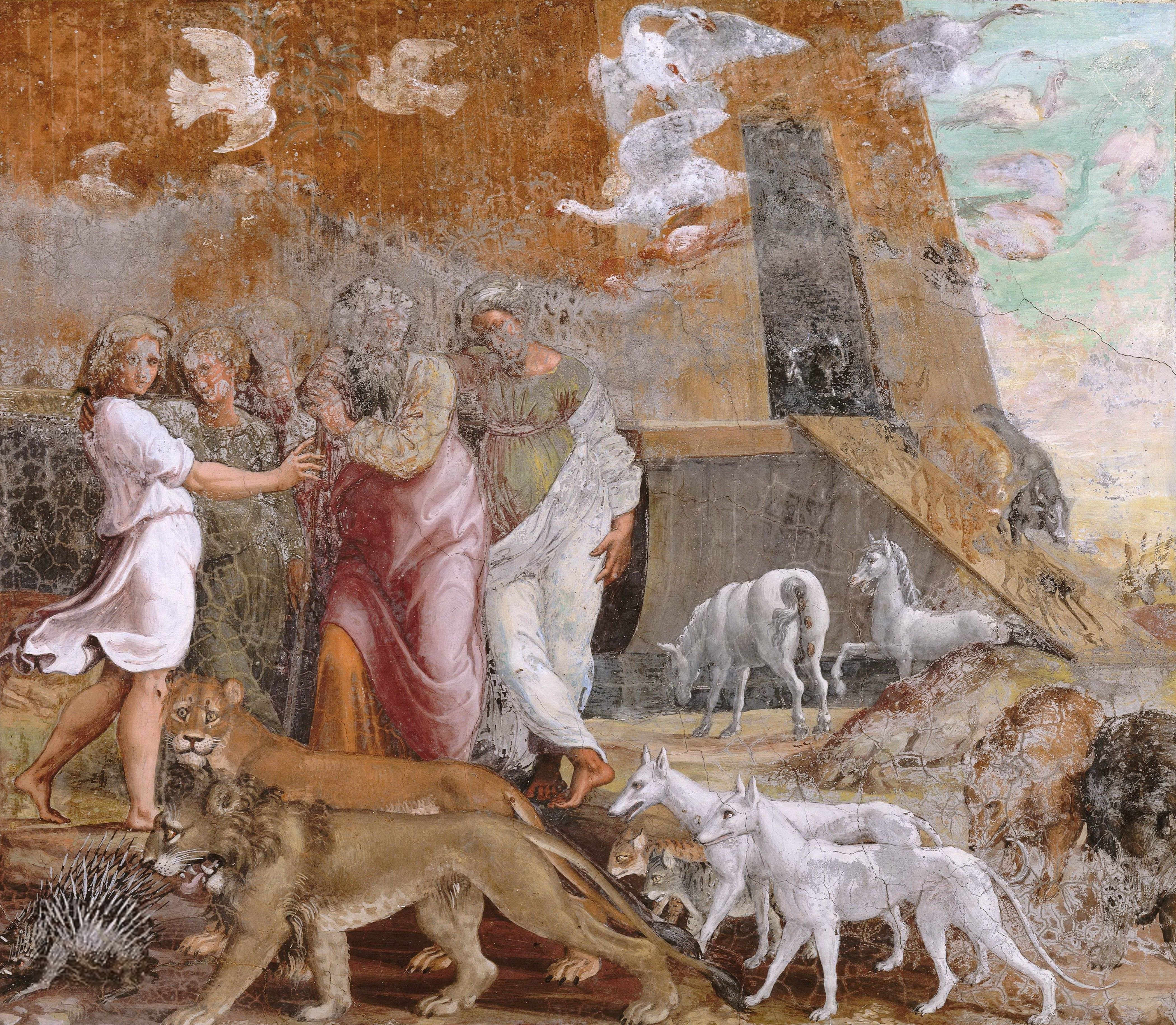
Salida del arca

### Cuarta bóveda
Este espacio se dedica a Abraham y Lot, con imágenes de Abraham y Melquisedec, Promesa de Dios, Encuentro con los ángeles y Huida de Sodoma. En el zócalo, el Sacrificio de Isaac. Por lo general, se le asigna a Giulio Romano su diseño y a Penni su ejecución, aunque Hartt atribuye a Perin del Vaga las escenas con los ángeles y la de Sodoma. Según Cavalcaselle, el episodio del zócalo sería del propio Rafael.

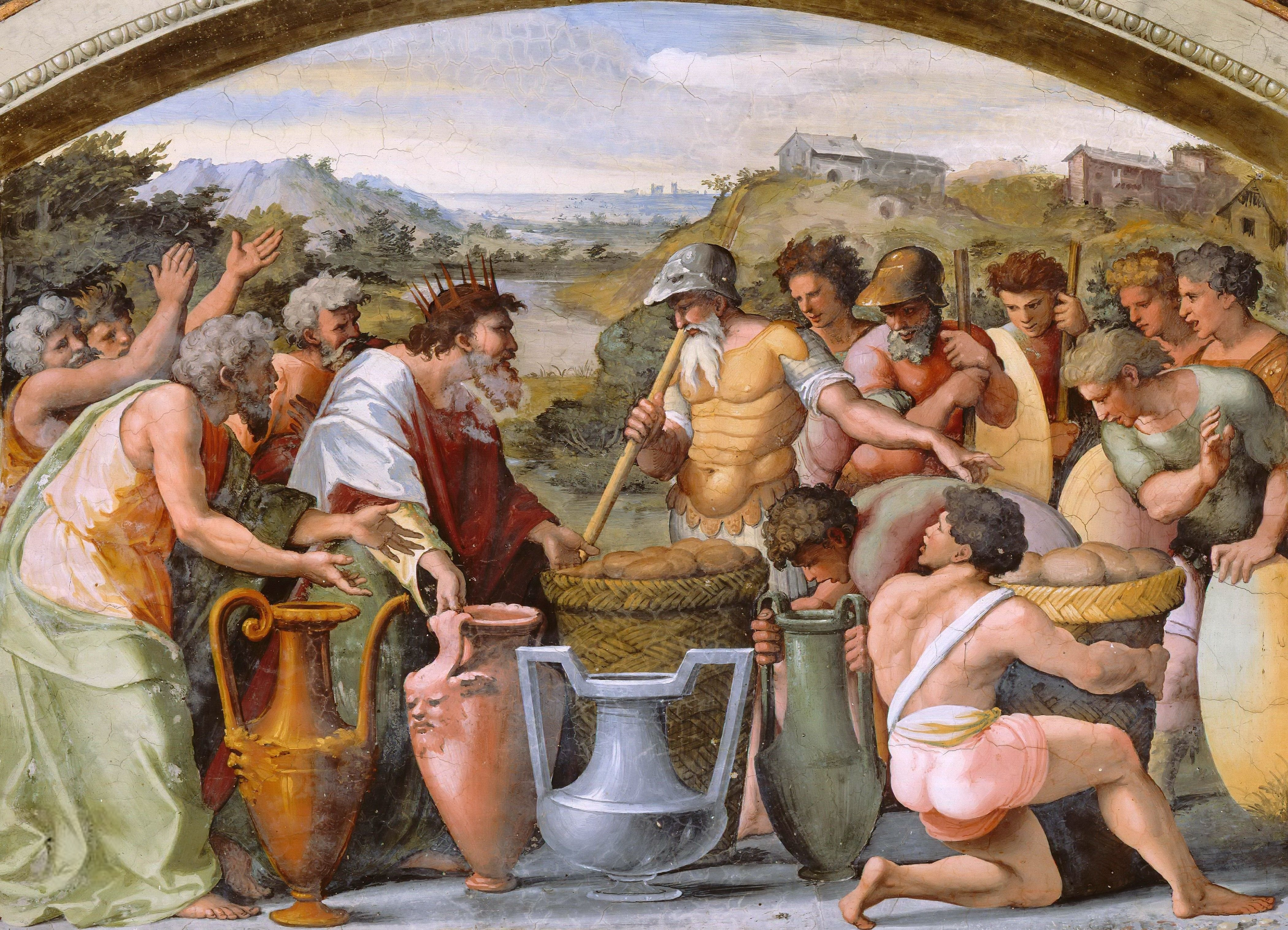
Abraham y Melquisedec
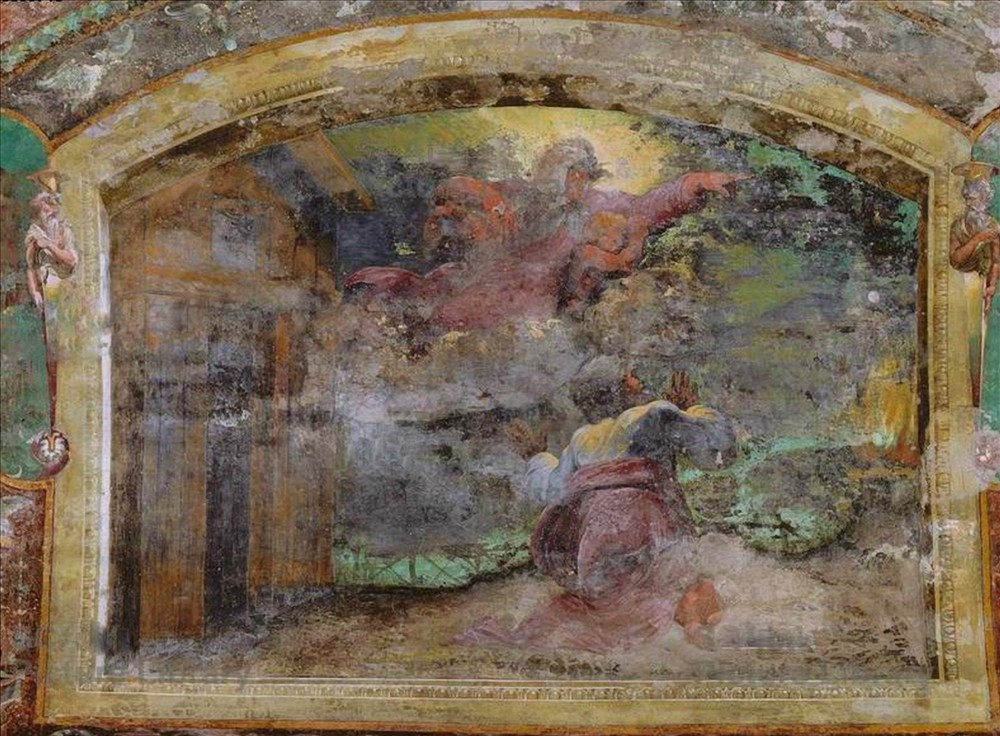
Promesa de Dios
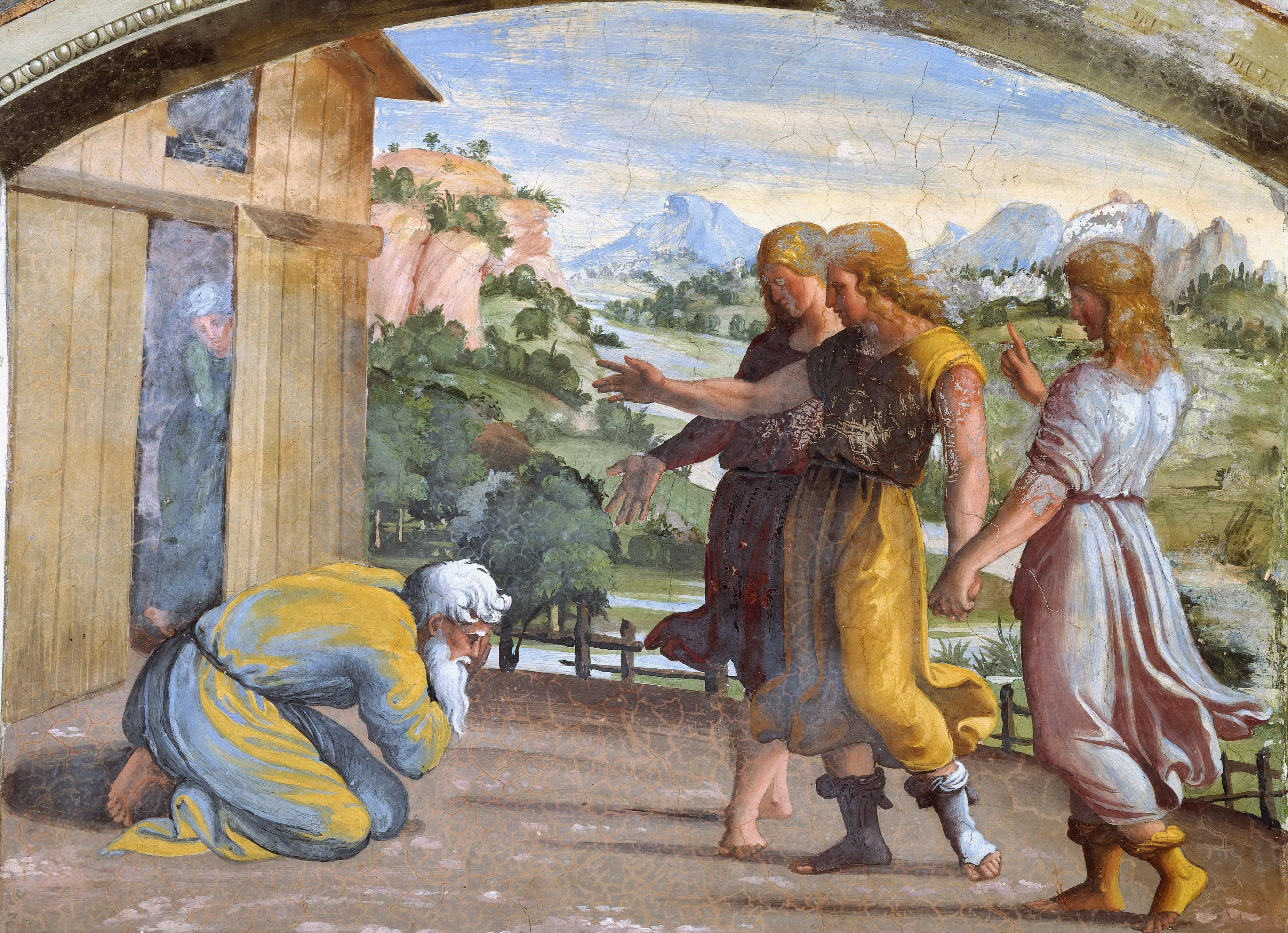
Encuentro con los ángeles
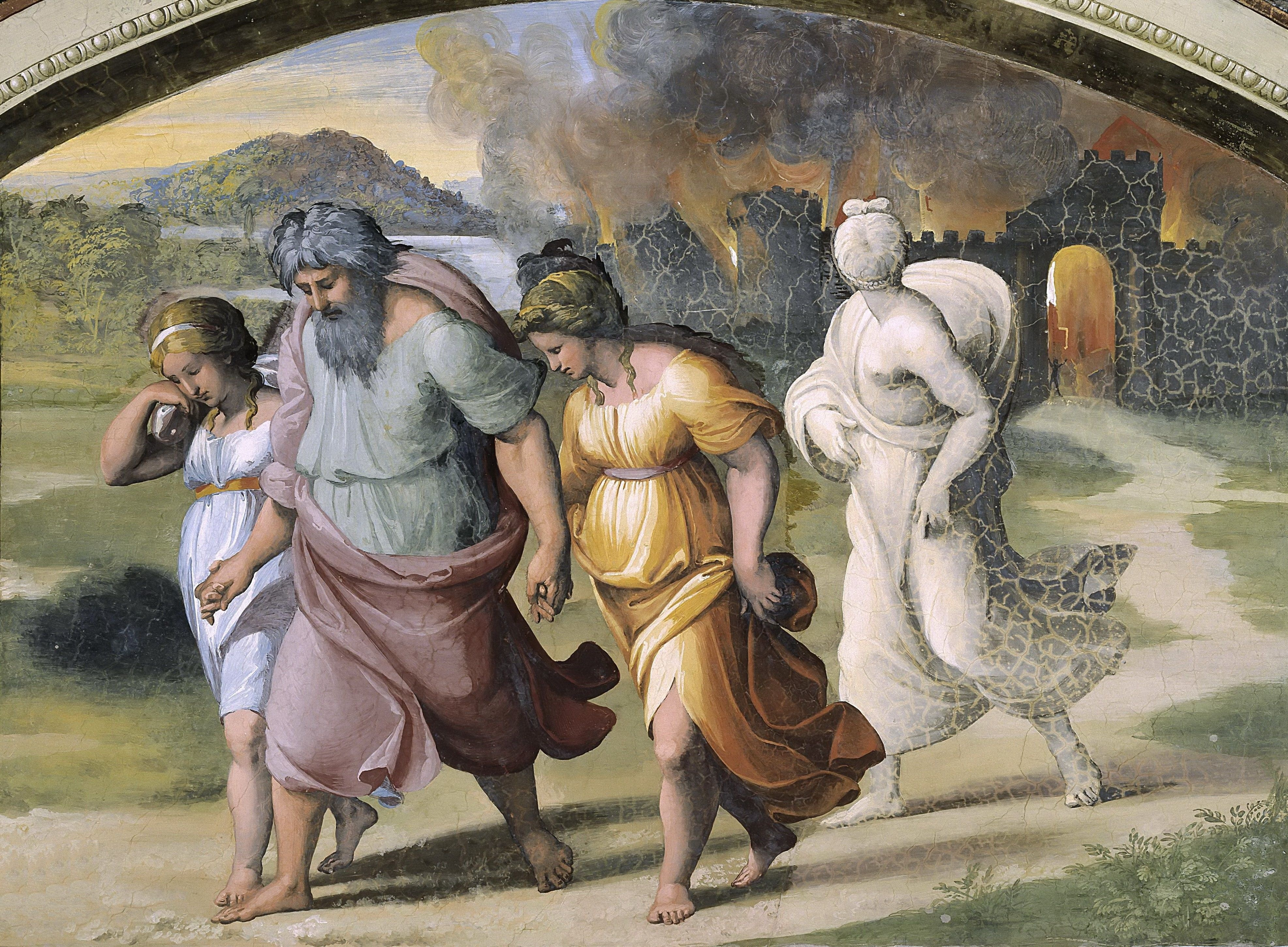
Huida de Sodoma

### Quinta bóveda
En relación con el personaje de Isaac, se representan Dios se aparece a Isaac, Isaac y Rebeca espiados por Abimelec, Bendición de Jacob y Primogenitura de Esaú. En la base figura la misma escena que en el anterior, probablemente por error, según Passavant. Cavalcaselle asigna a Romano la primera escena, aunque en la actualidad suele atribuirse el ciclo a Penni. Para Hartt, las dos primeras serían de Perin del Vaga, por la gracia femenina de las figuras y la elegancia de los ritmos lineales.

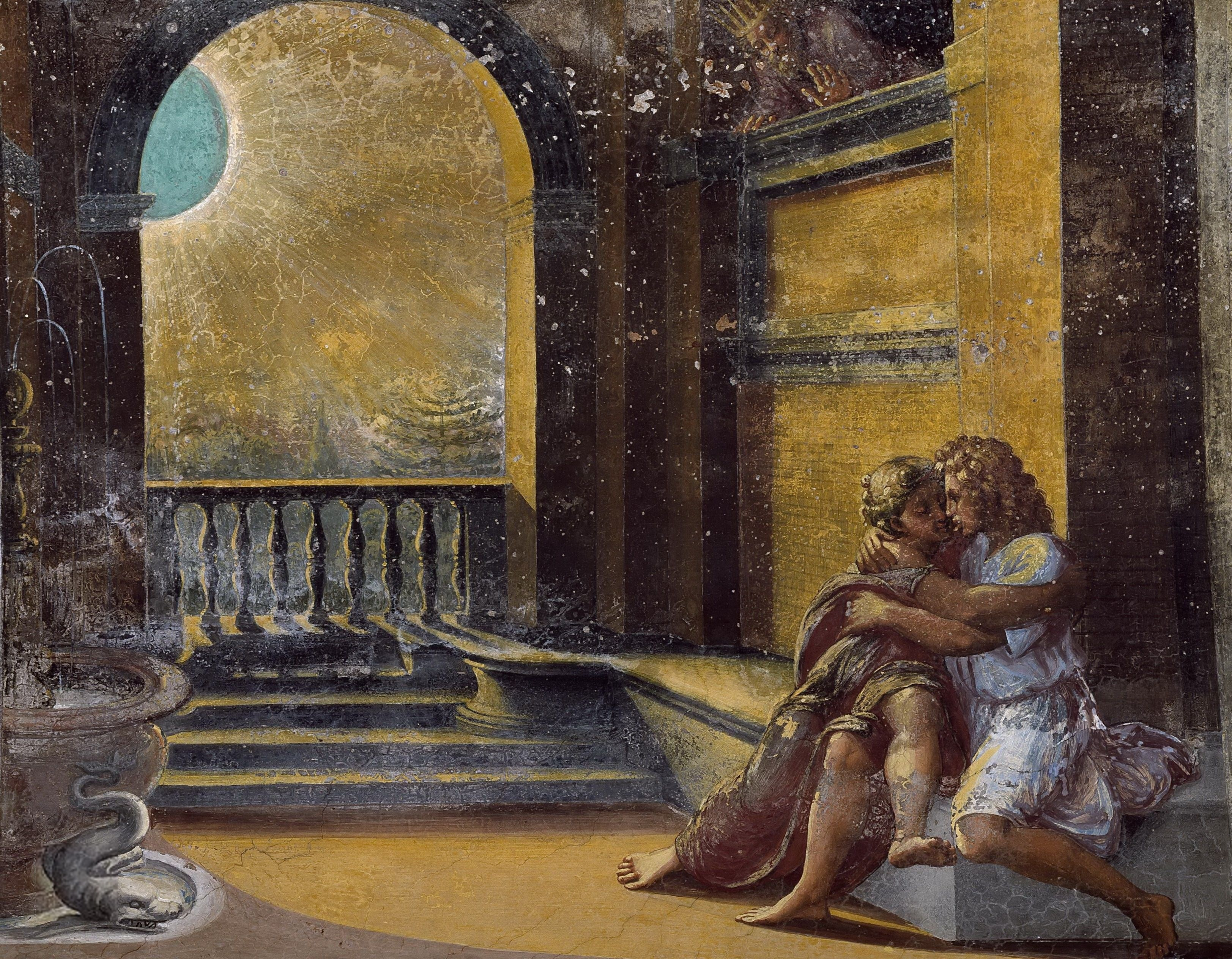
Isaac y Rebeca espiados por Abimelec
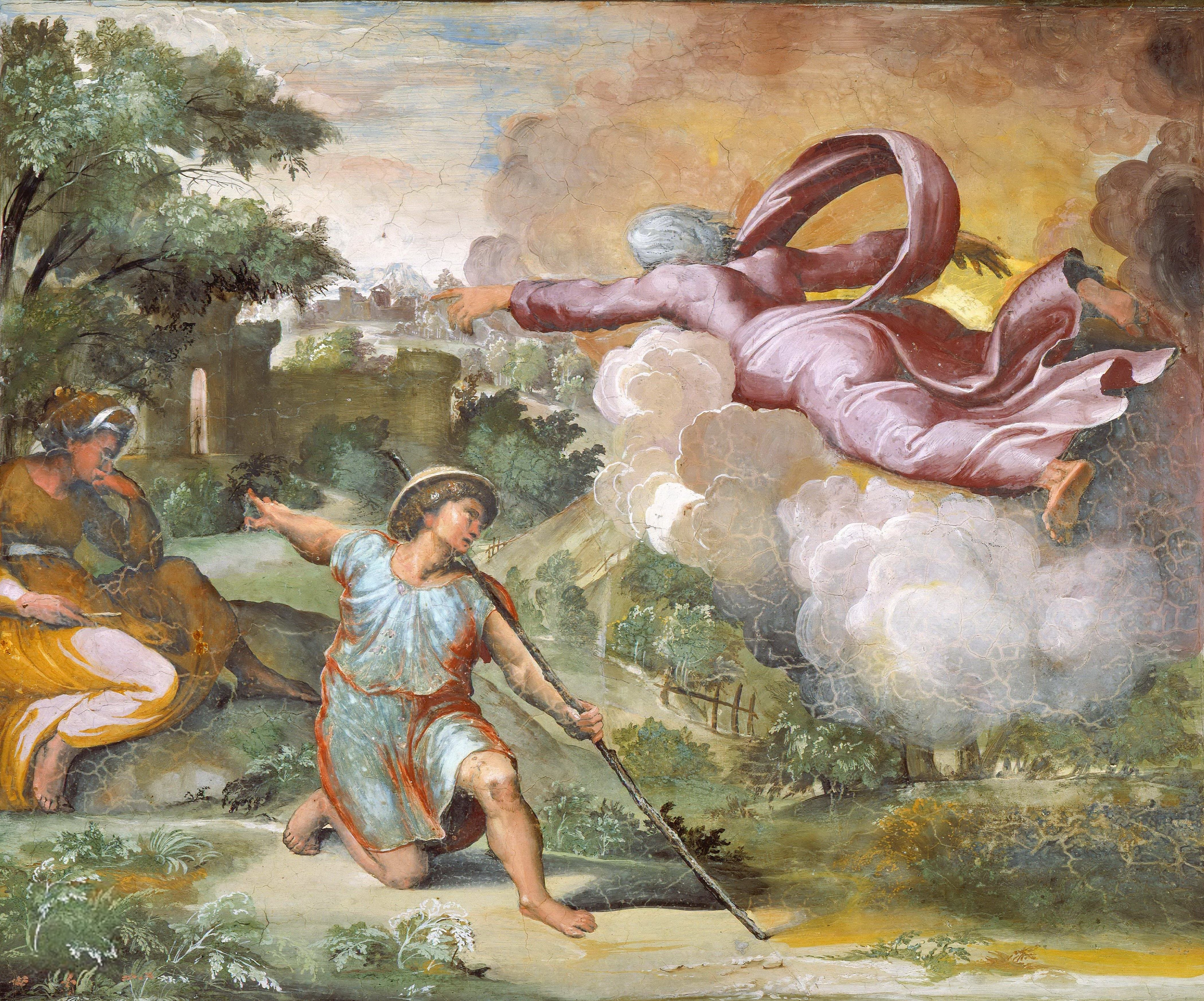
Dios se aparece a Isaac
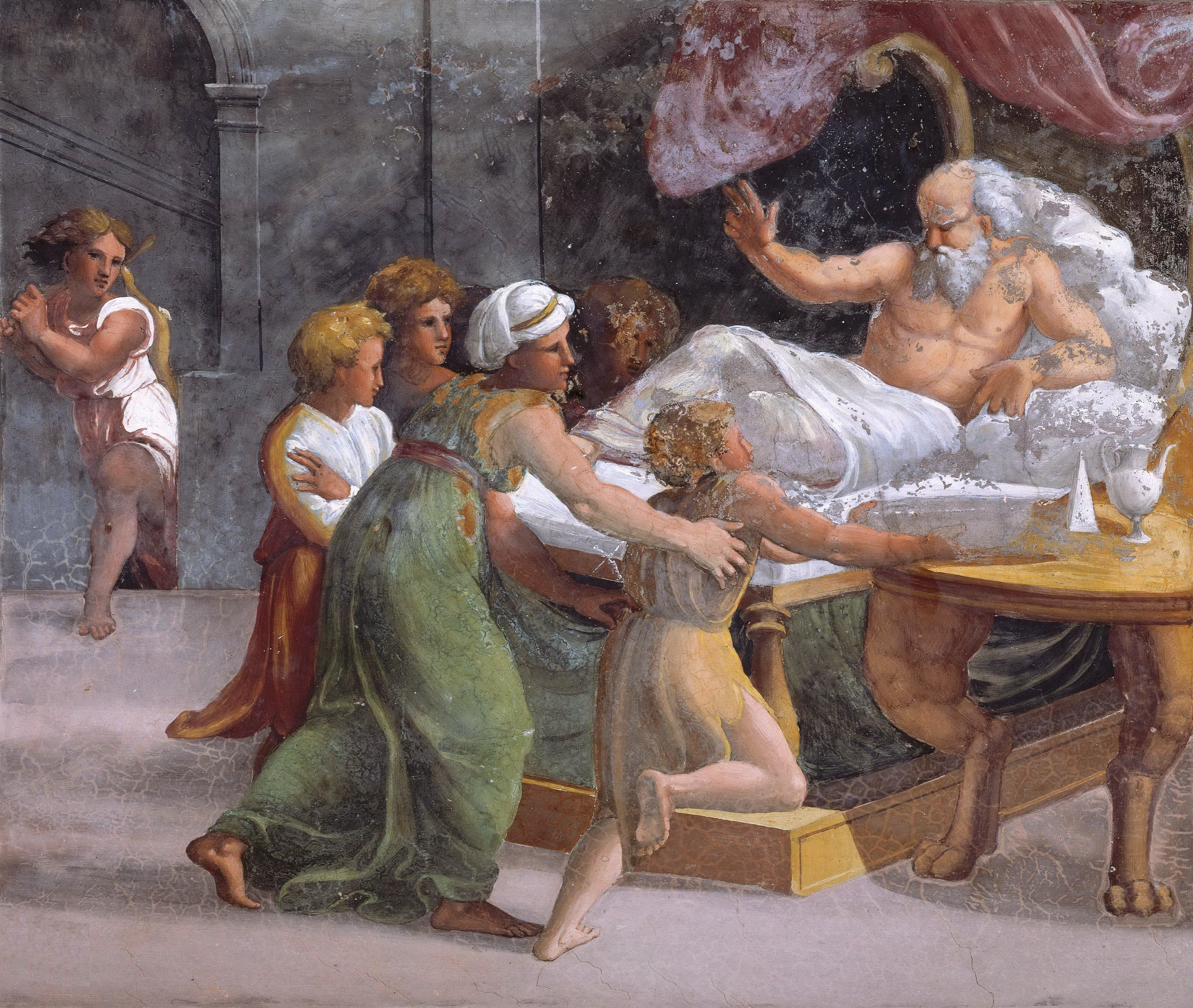
Bendición de Jacob
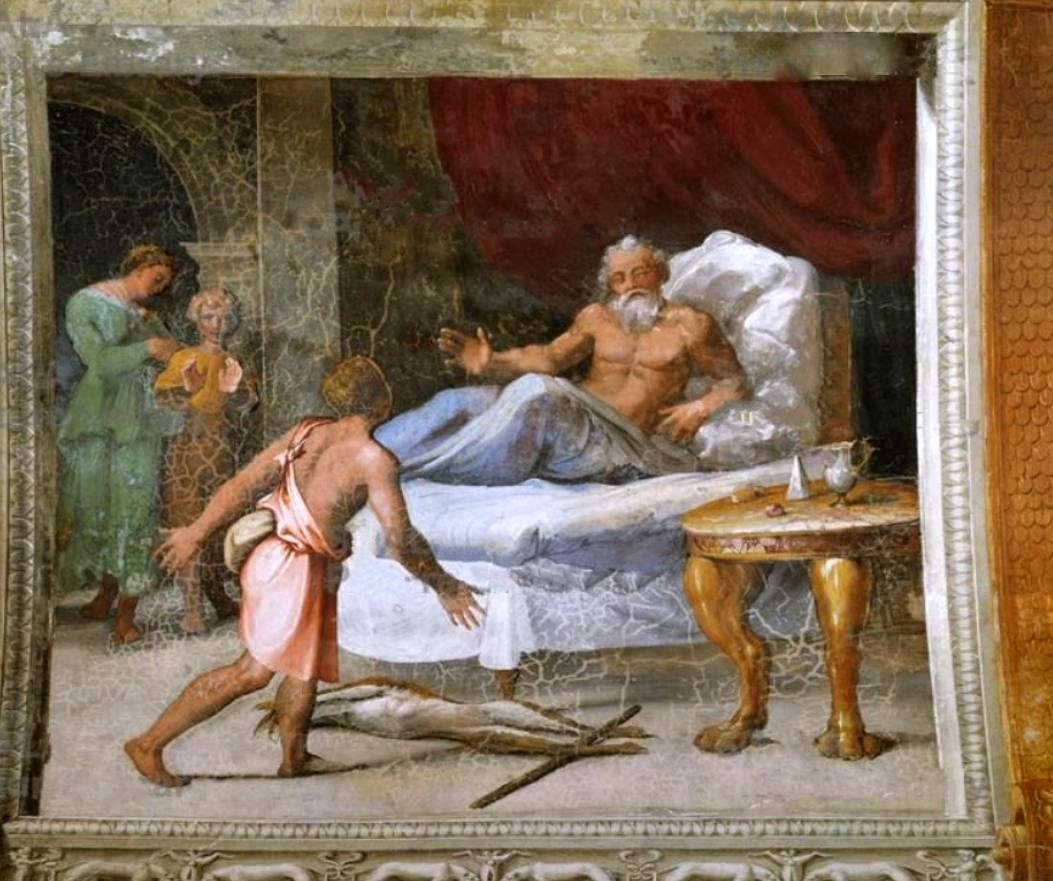
Primogenitura de Esaú

### Sexta bóveda
En la sexta bóveda se desarrolla la historia de Jacob, con escenas del Sueño de Jacob, Encuentro de Jacob con Raquel, Pacto con Labán y Viaje a Canaán. En la monocromía del zócalo, Jacob que lucha con el ángel. Los dos primeros se solían asignar a Pellegrino da Modena, aunque hoy se concuerda en que son de Penni sobre diseño de Giulio Romano. Para Hartt, el primero sería de Romano y los otros tres de Perin del Vaga. Los paisajes se atribuyen a Giovanni da Udine.

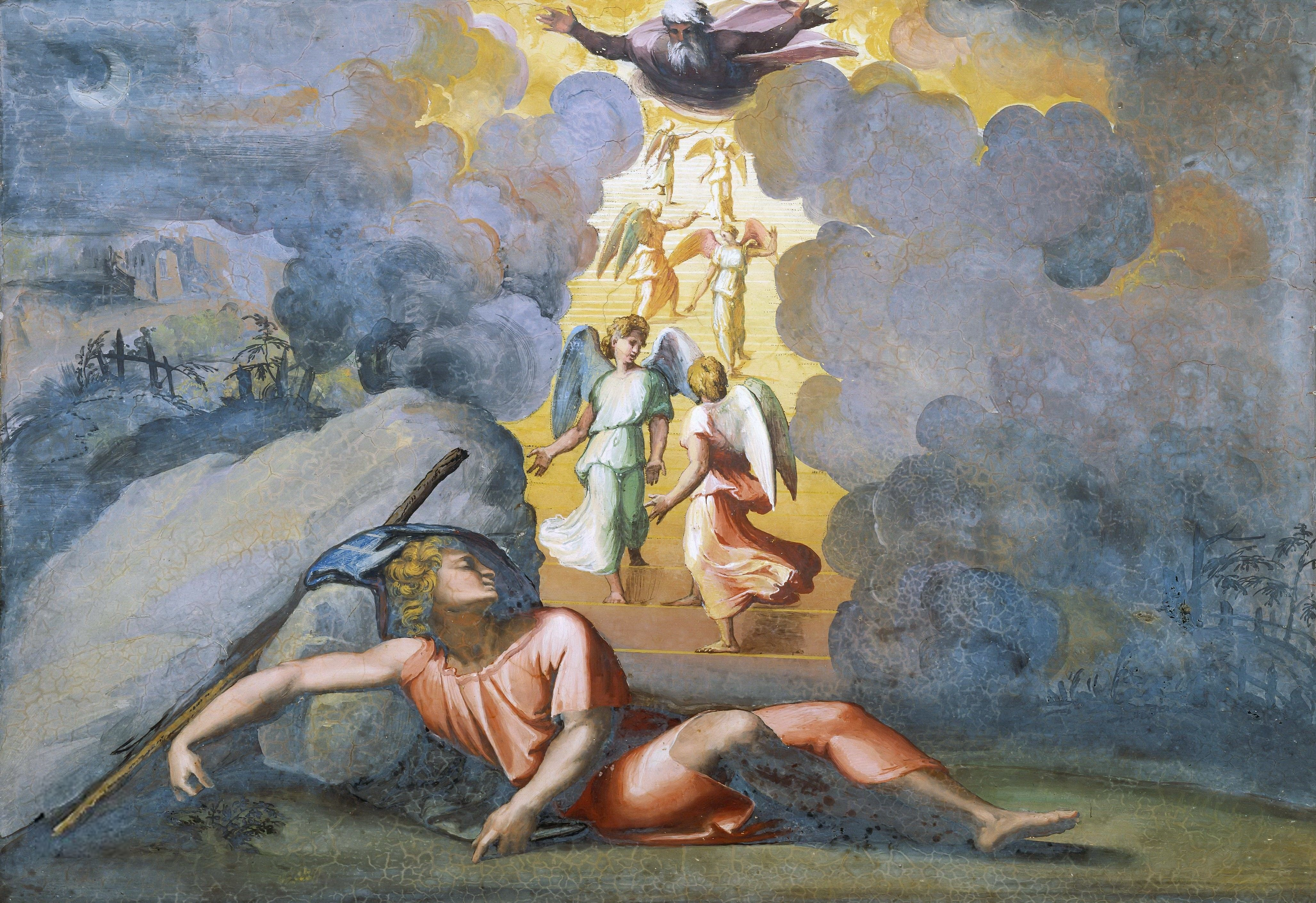
Sueño de Jacob
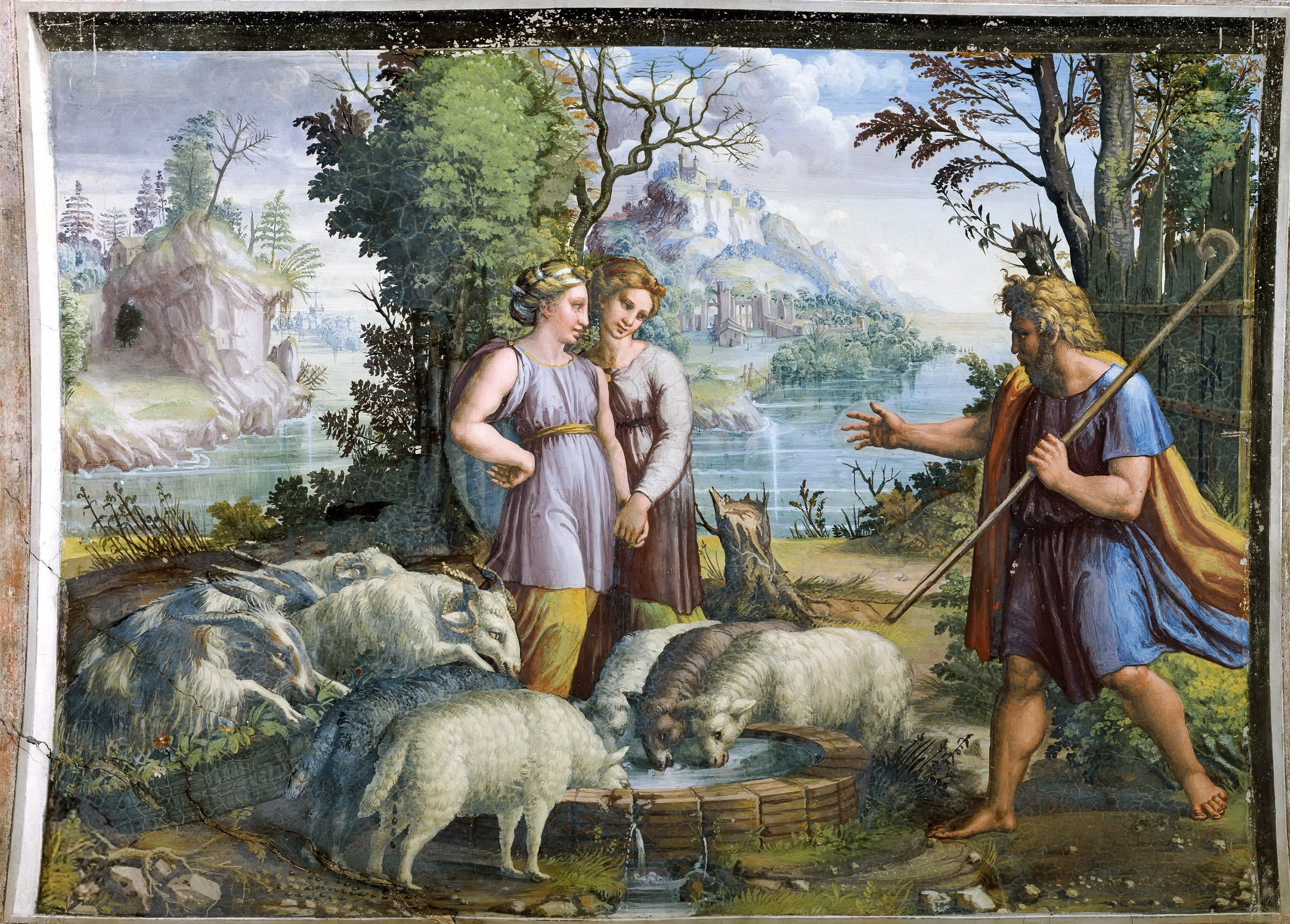
Encuentro de Jacob con Raquel
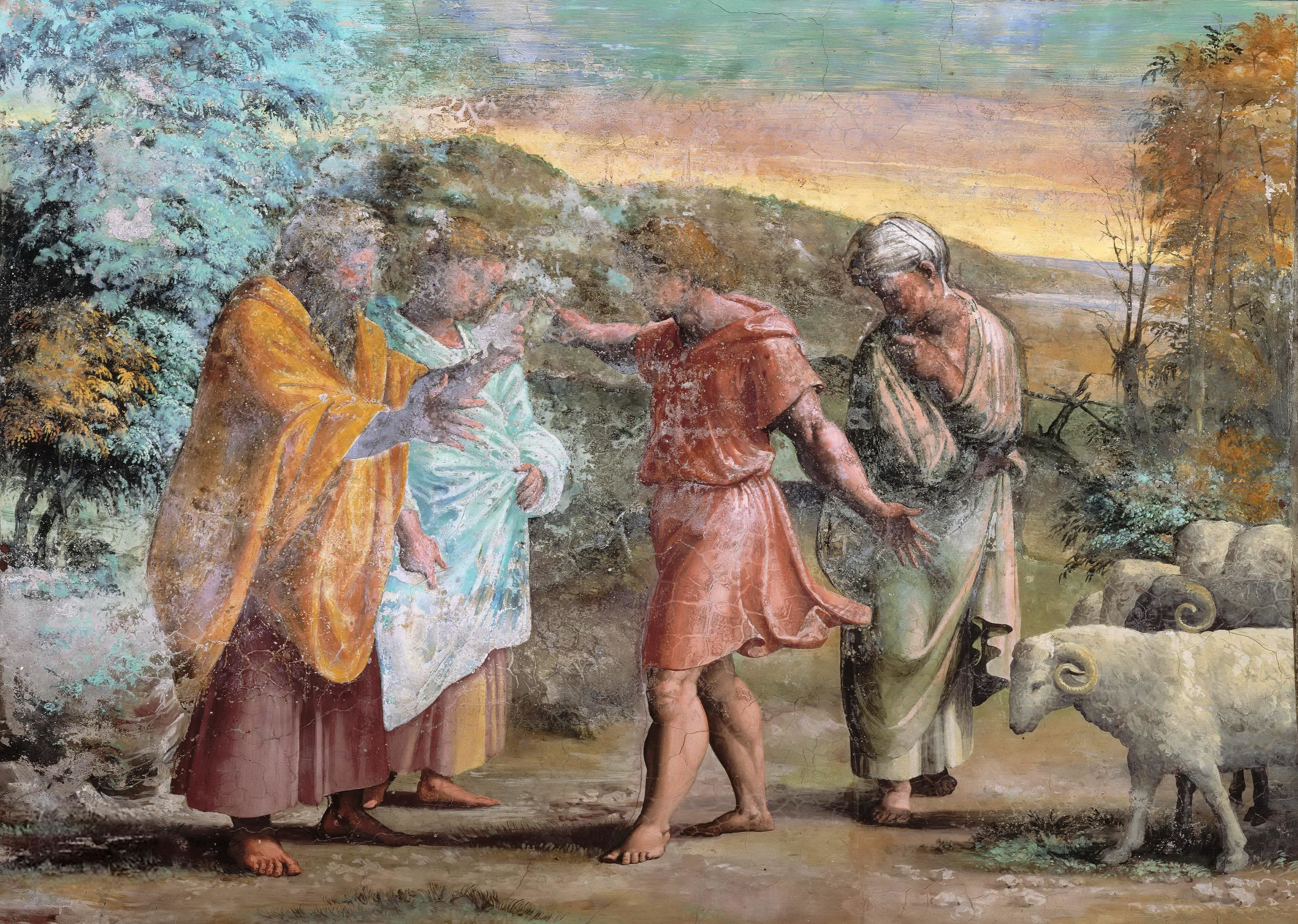
Pacto con Labán
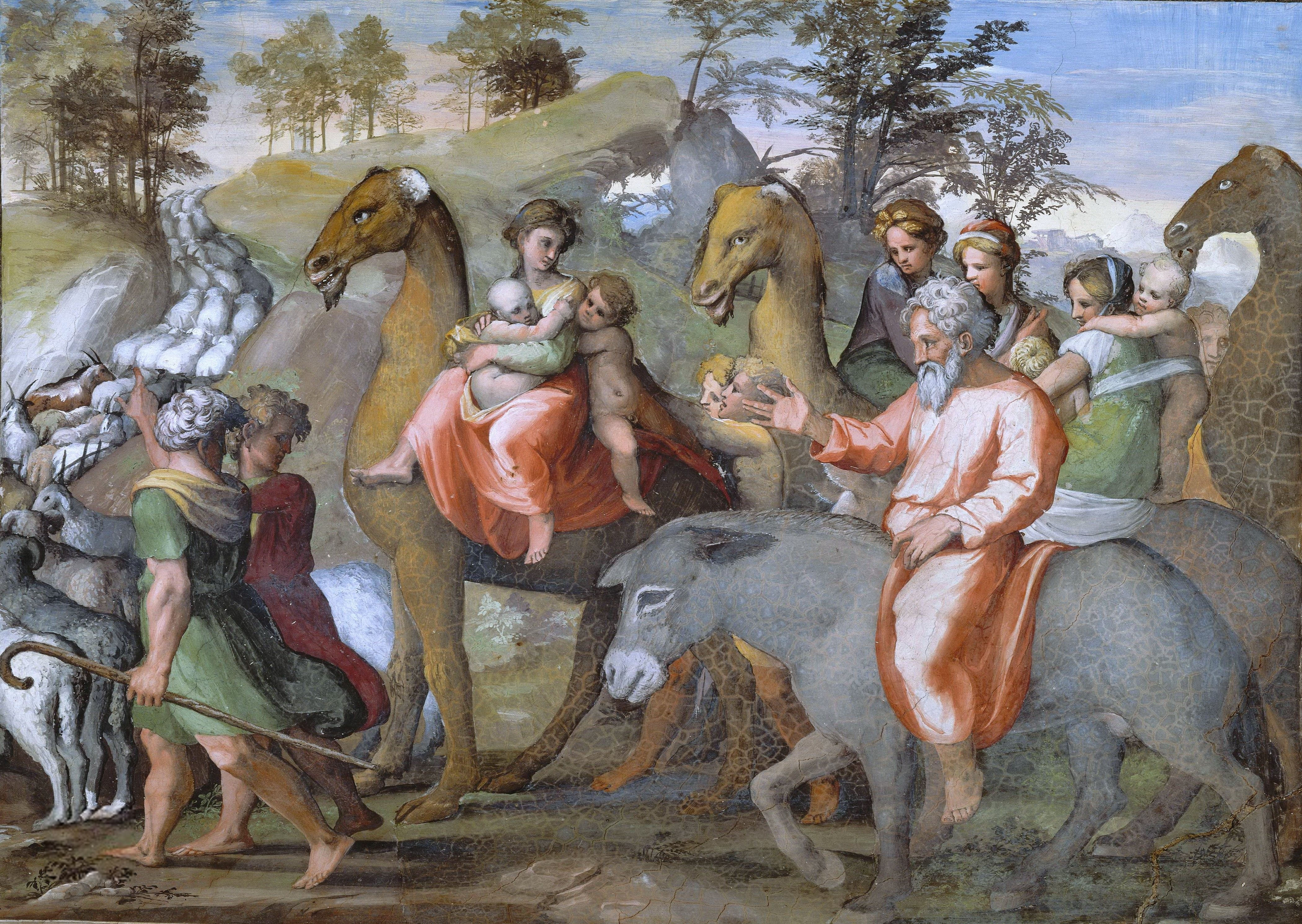
Viaje a Canaán

### Séptima bóveda
En el ciclo dedicado a José aparecen Explicación de los sueños a sus hermanos, Venta por parte de sus hermanos, Tentación de la mujer de Putifar y Explicación de los sueños al faraón. En la base, José que se da a conocer a sus hermanos. Se suele adjudicar su diseño a Romano, su realización a Penni y los paisajes a Udine. Hartt asigna las dos primeras a Perin y la tercera a Giulio Romano, que relaciona estilísticamente con el Adonis que huye ante Marte de la sala de Psique del palacio del Té en Mantua, de Romano.

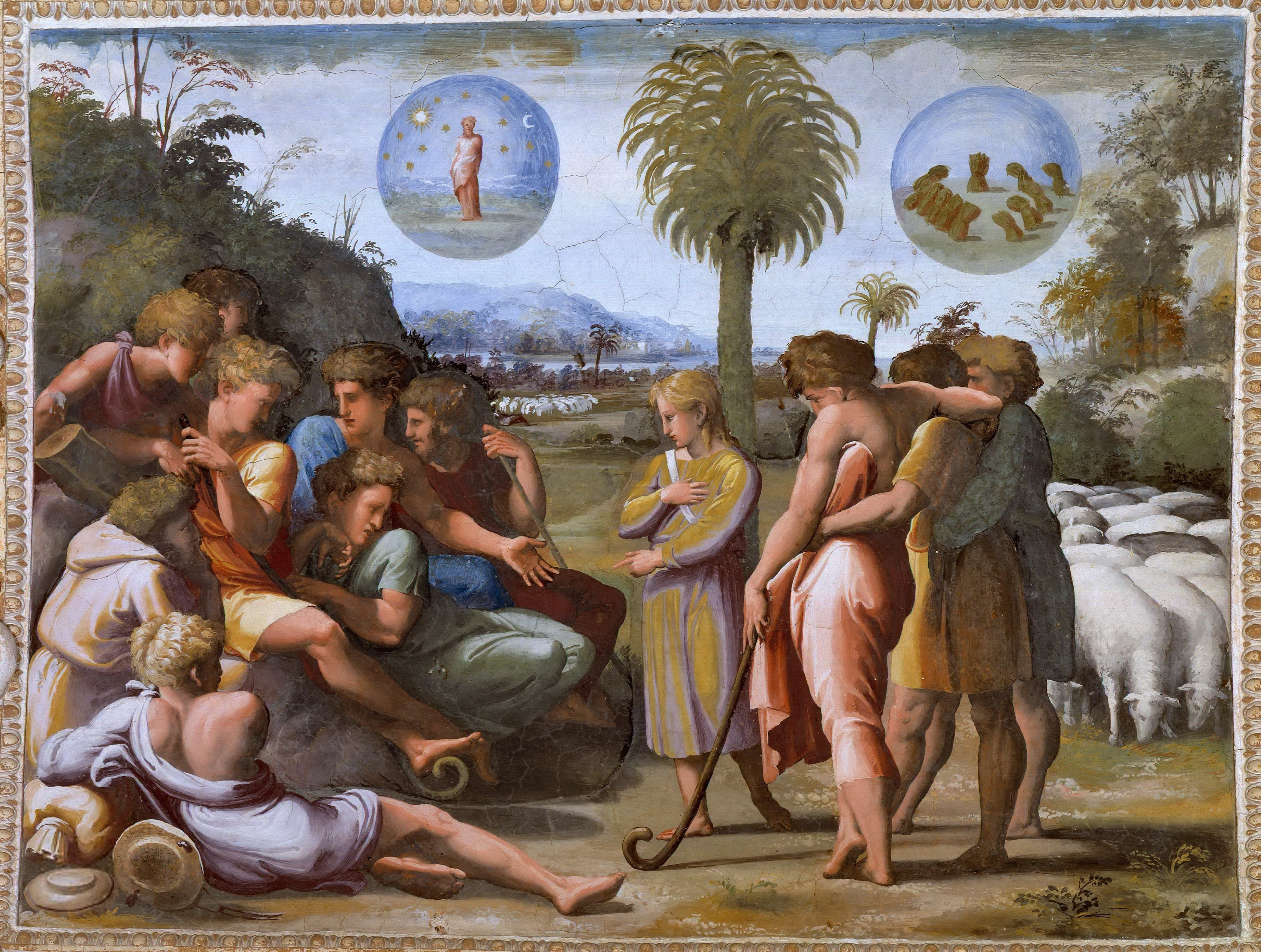
Explicación de los sueños a sus hermanos
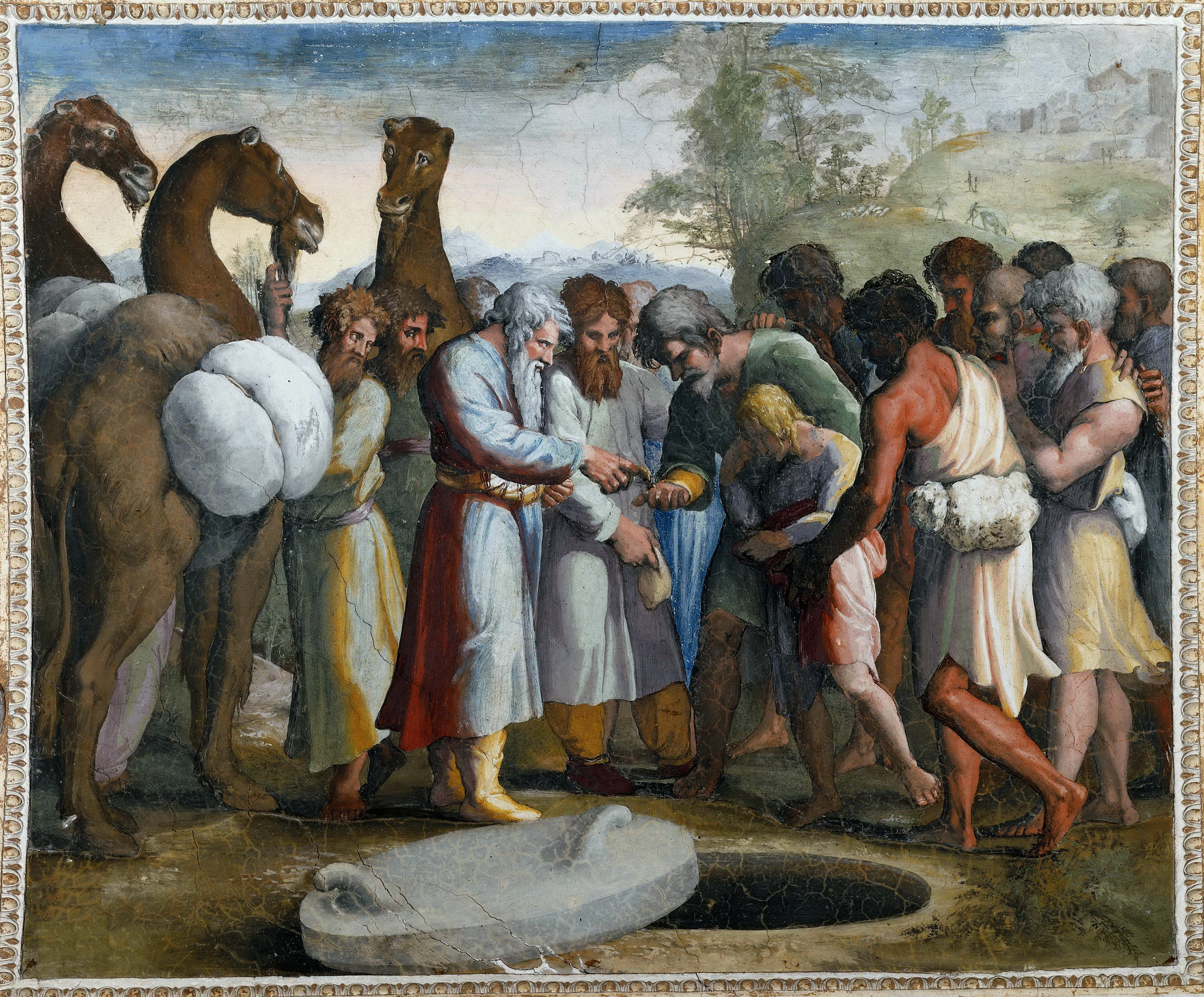
Venta por parte de sus hermanos
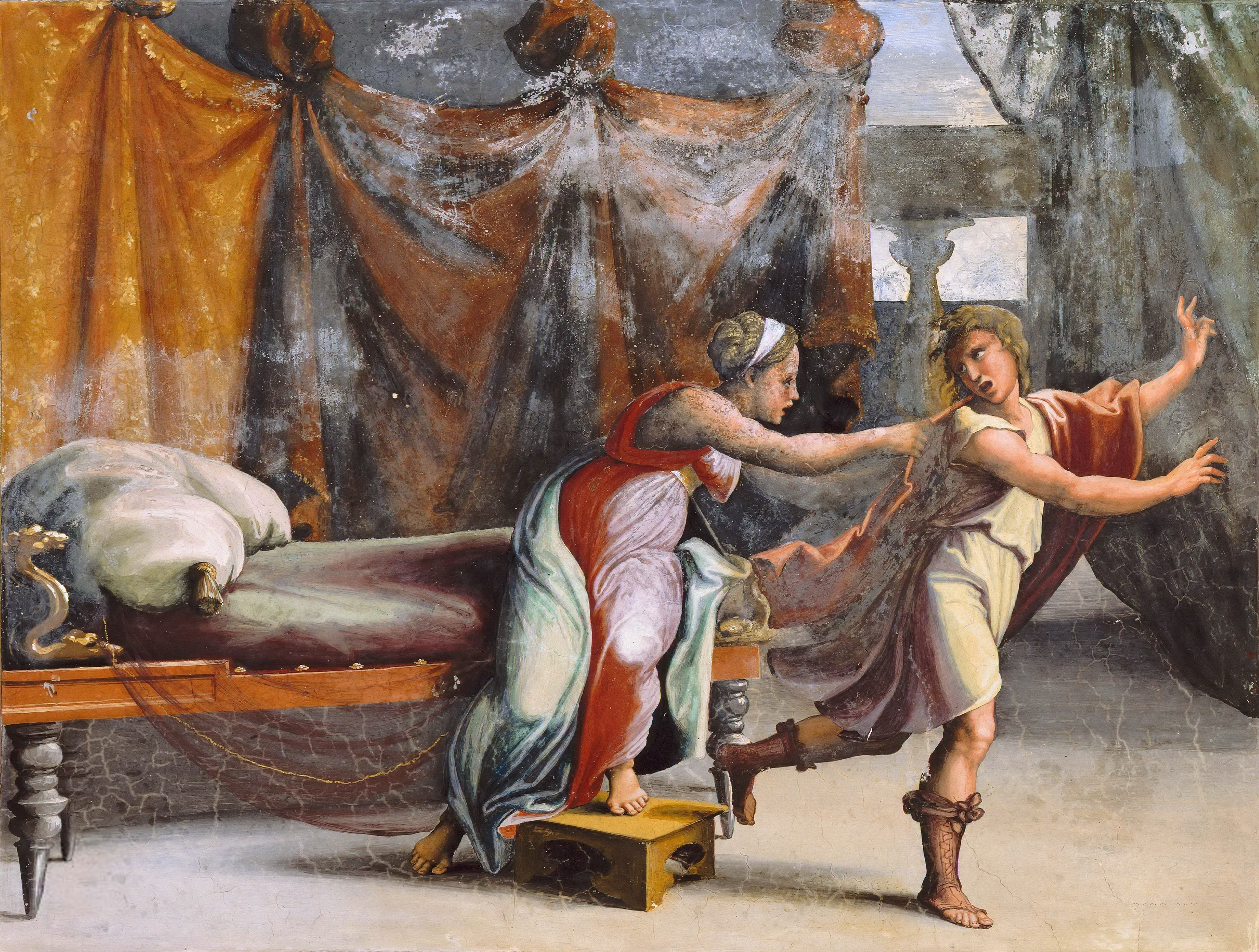
Tentación de la mujer de Putifar
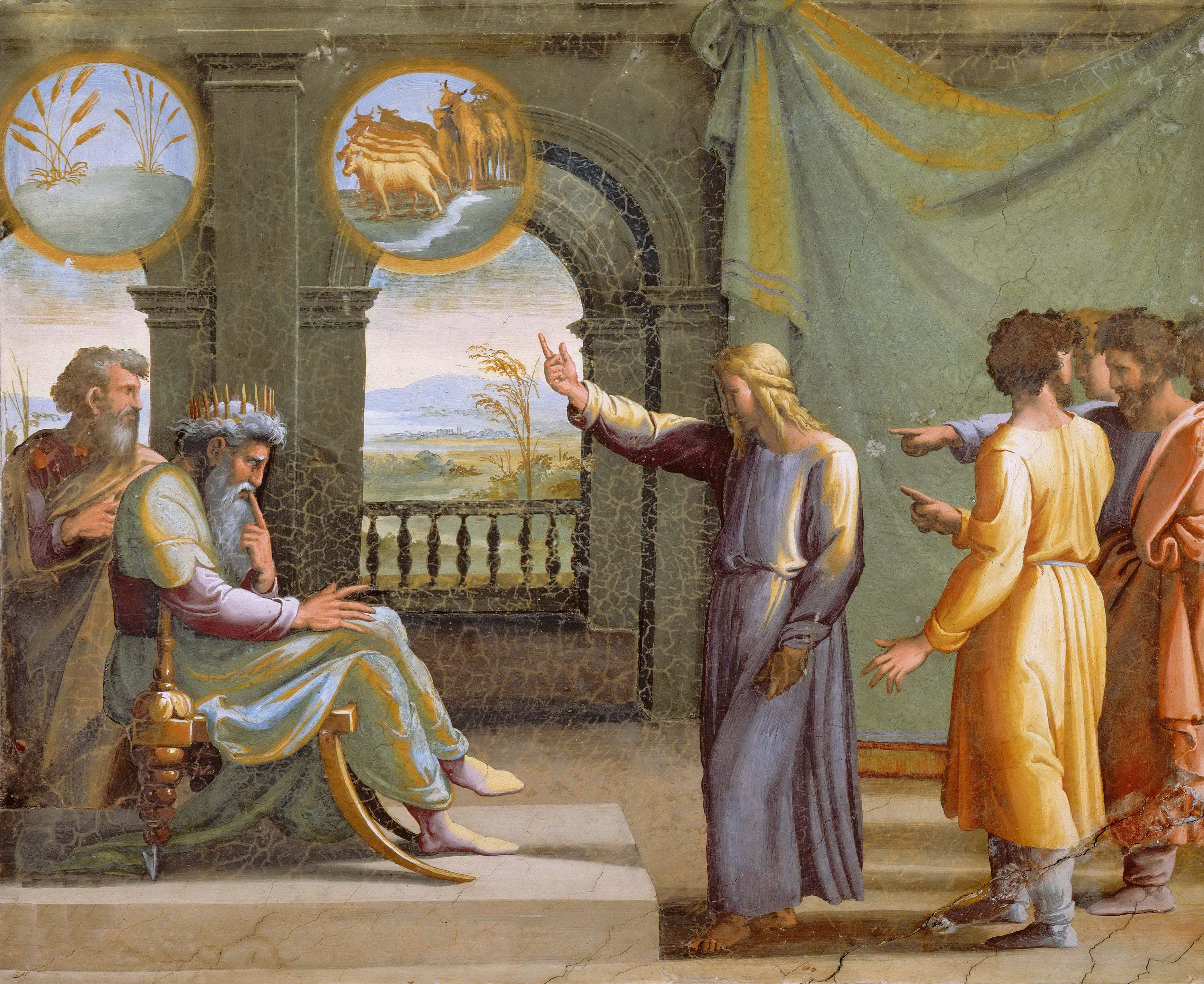
Explicación de los sueños al faraón

### Octava bóveda
En esta sección se desarrolla una temática relativa a Moisés, con las siguientes escenas: Moisés salvado de las aguas, Zarza ardiendo, Paso del Mar Rojo y Prodigio del agua que fluye de la roca. En el zócalo aparece la Caída del maná. Las dos primeras y la cuarta se suelen conceder a Romano y Penni, mientras que la tercera suscita mayor controversia: para Adolfo Venturi sería de Romano, para Cavalcaselle de Perin del Vaga.

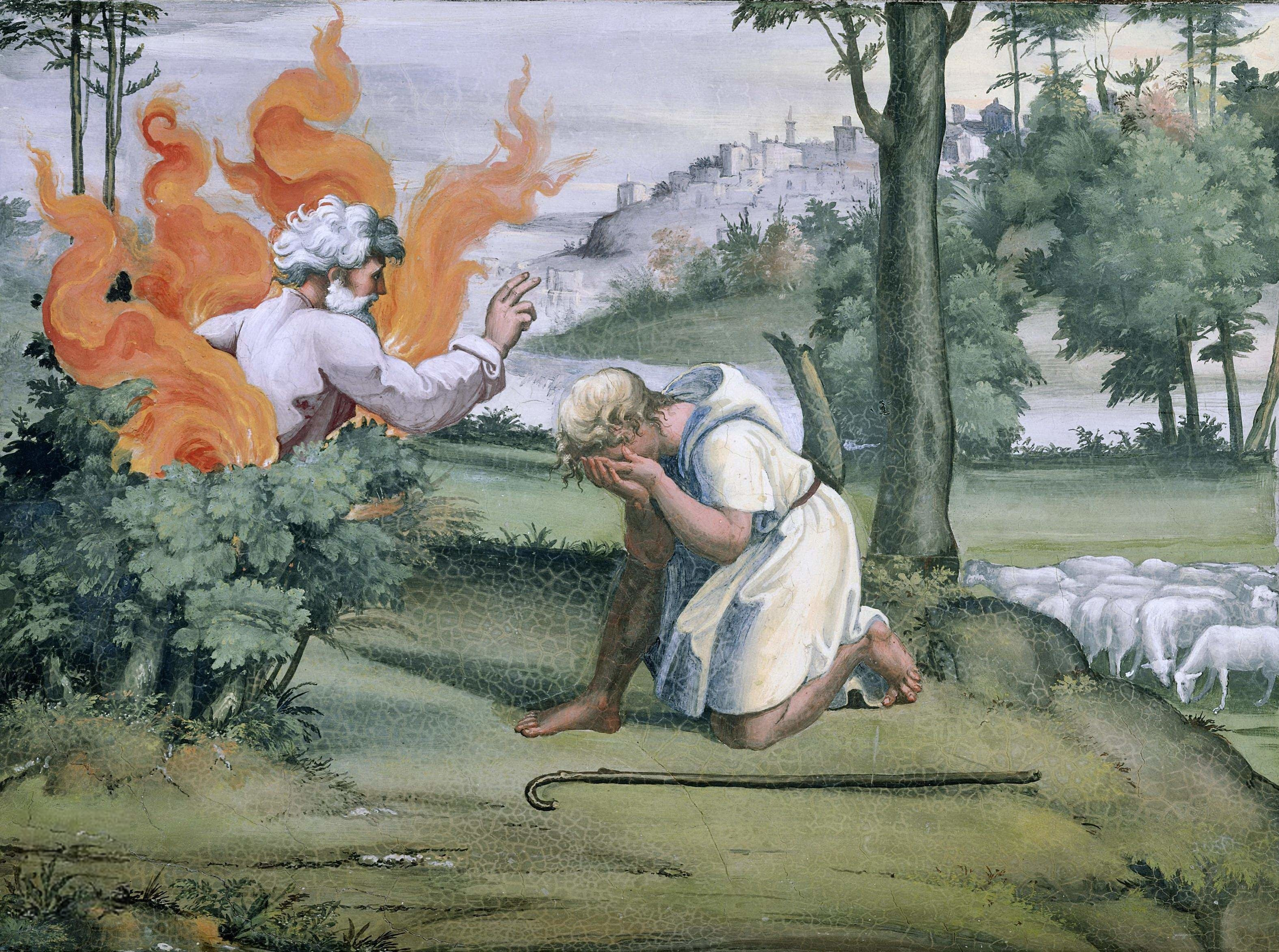
Zarza ardiendo
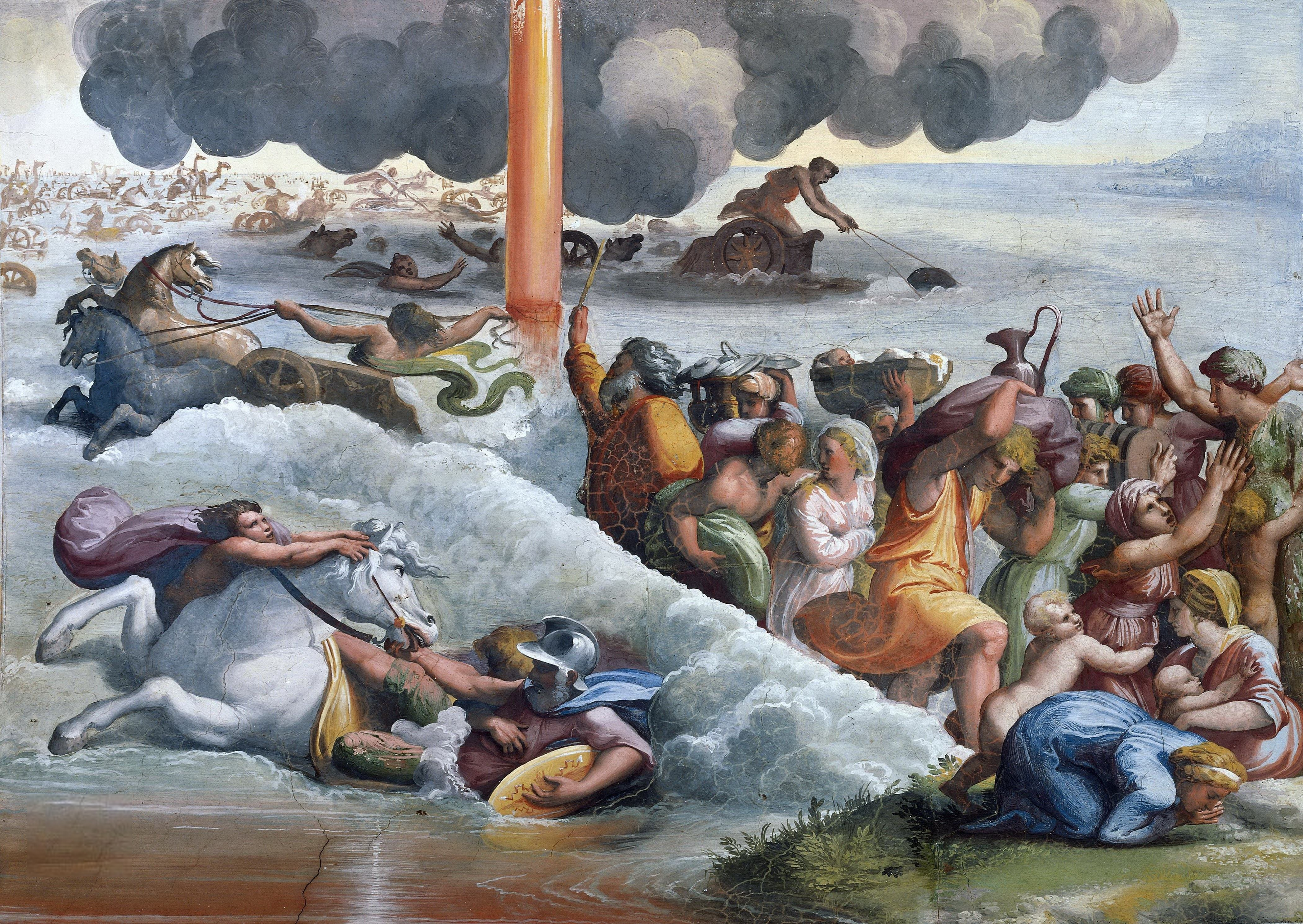
Paso del Mar Rojo
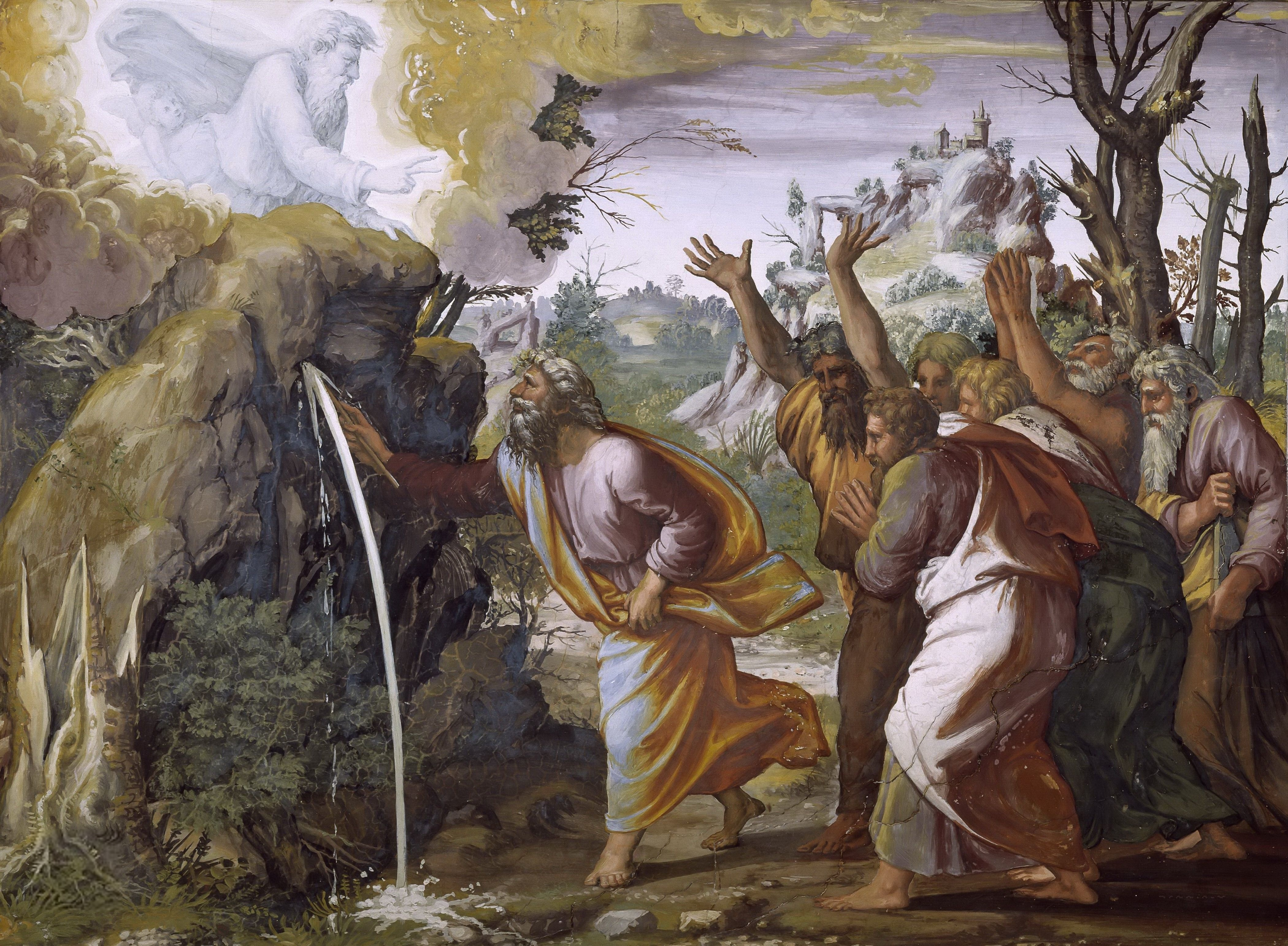
Prodigio del agua que fluye de la roca
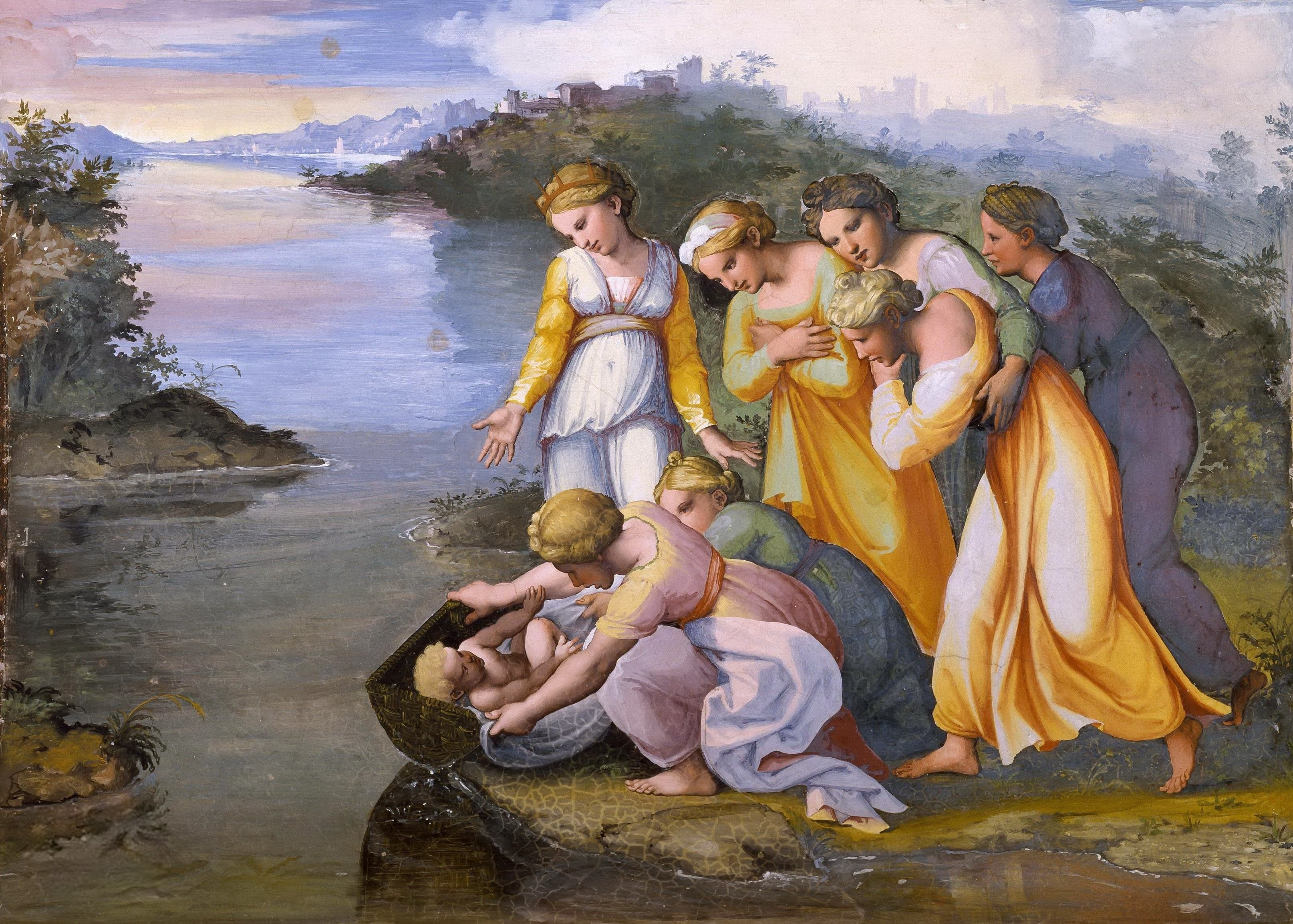
Moisés salvado de las aguas

### Novena bóveda
La novena bóveda se dedica a Moisés y Josué, con los frescos de Entrega de las Tablas de la Ley, Adoración del becerro de oro, Columna de humo y Presentación de las Tablas de la Ley a los hebreos. En la base, Josué arengando a los israelitas. Para Agostino Taja, estas escenas serían de Raffaellino del Colle, un artista no consignado por Vasari como parte del equipo que trabajó en las logias. Hoy día se tiende a considerarlas obra de Romano y Penni.

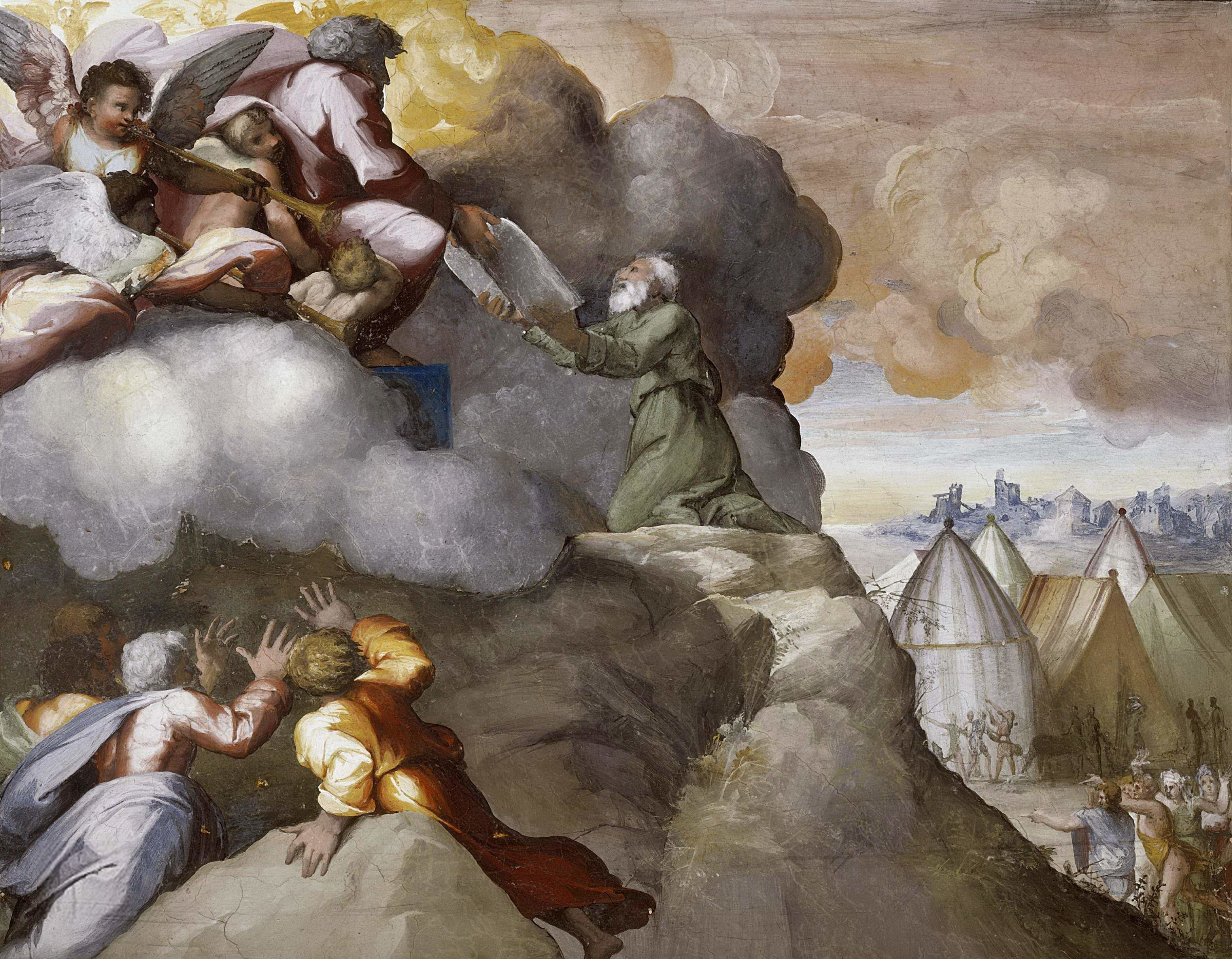
Entrega de las Tablas de la Ley
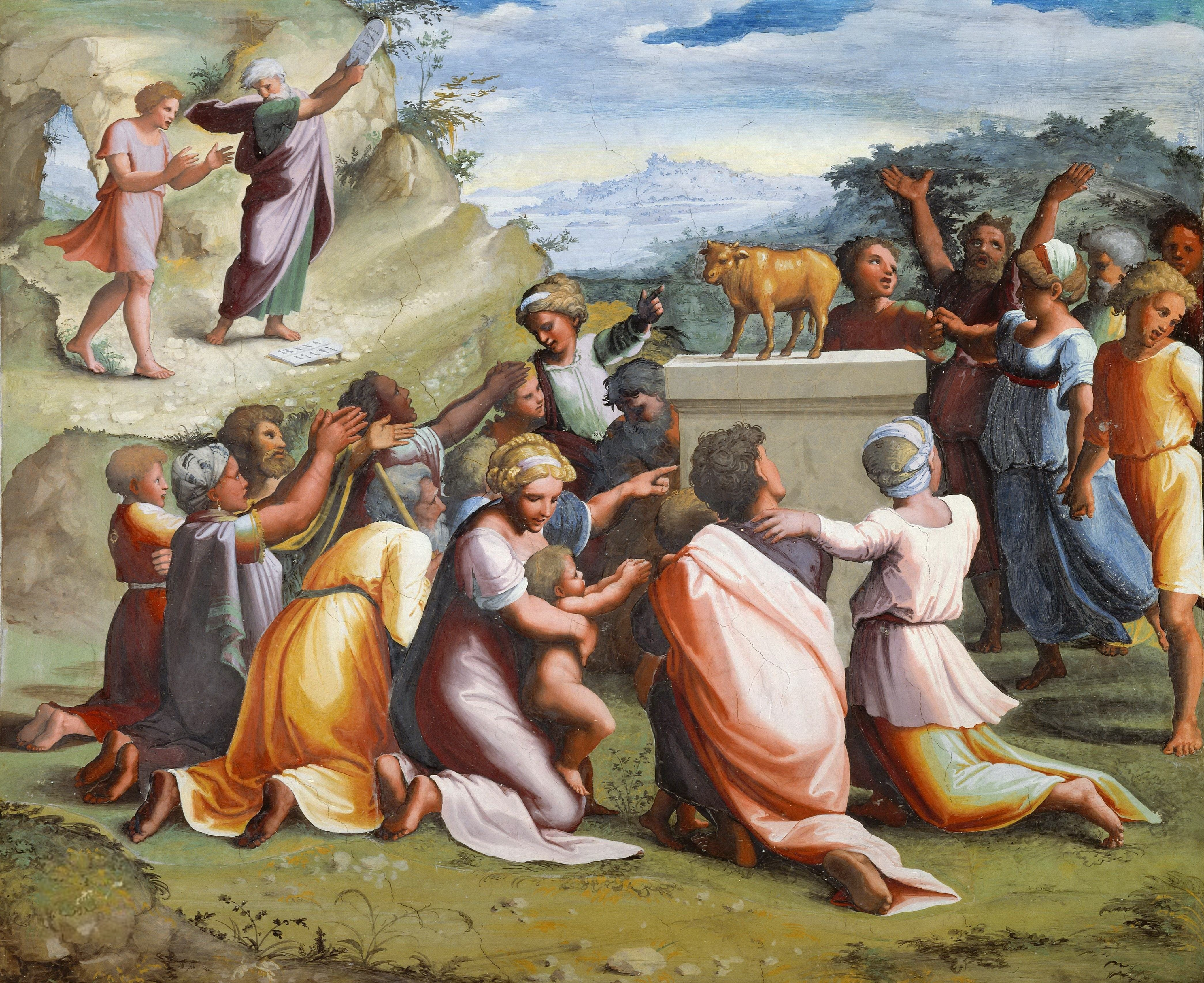
Adoración del becerro de oro
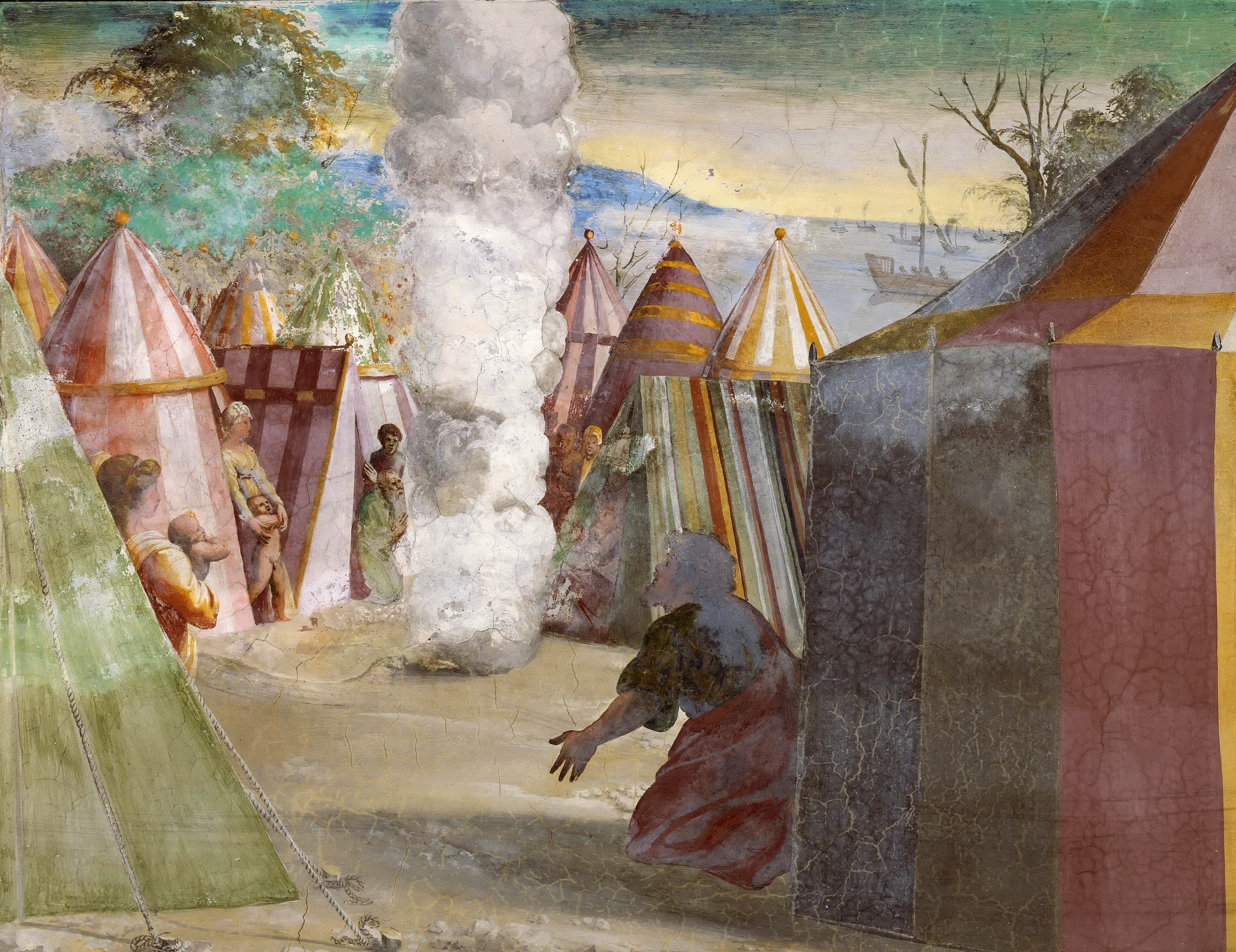
Columna de humo
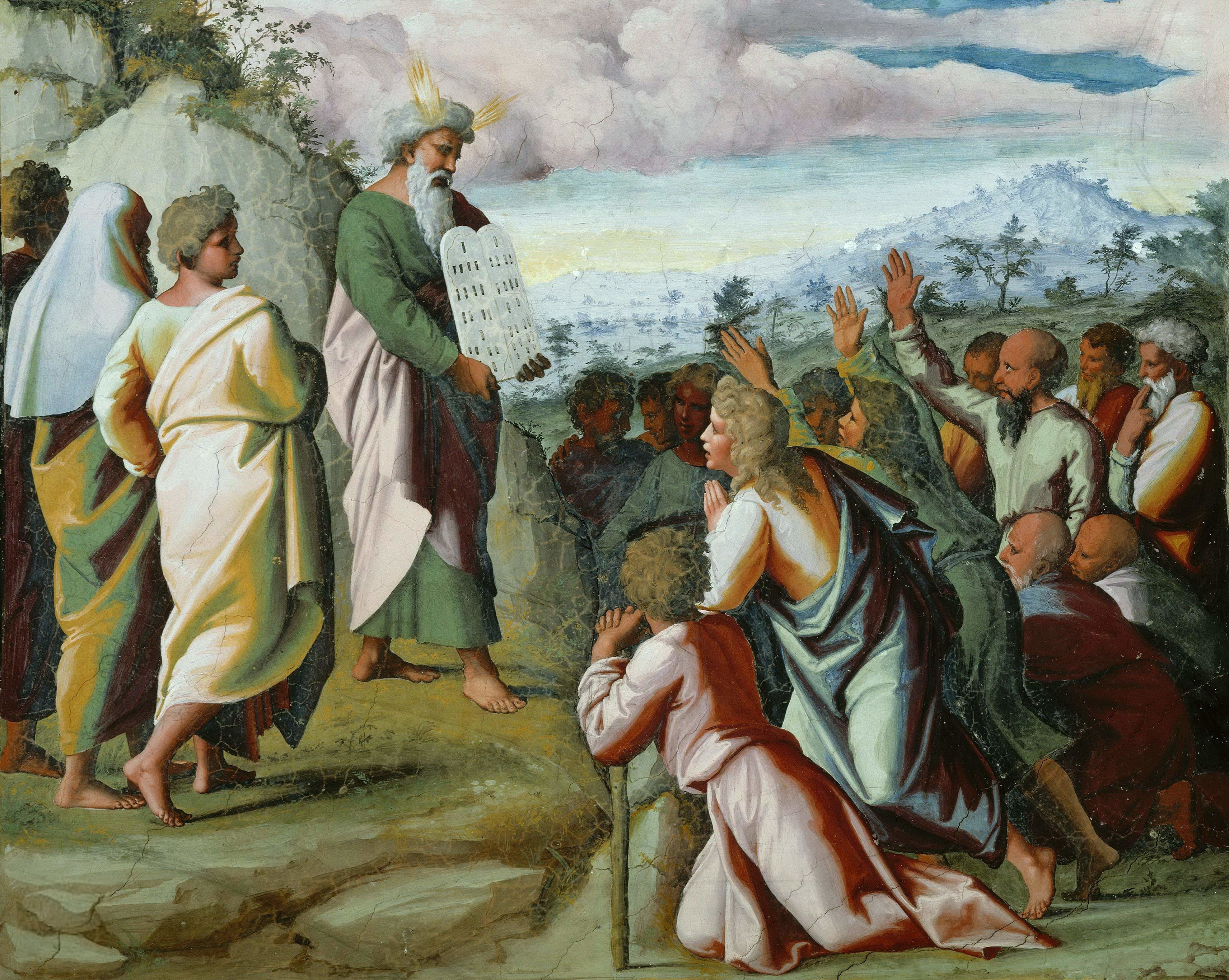
Presentación de las Tablas de la Ley a los hebreos

### Décima bóveda
Continuando con el personaje de Josué, se representan las historias del Paso del Jordán, la Caída de Jericó, Josué que detiene el sol y la luna y Reparto de la tierra prometida. Vasari asignó la primera y la tercera a Perin del Vaga, y algunos expertos hacen extensivo todo el conjunto a este autor. Para Cavalcaselle, la tercera sería de Romano, afirmando que Passavant había visto el cartón en la casa Gaddi de Florencia. Este espacio no contiene zócalo, ya que alberga una puerta que conduce a la sala de los Palafreneros.

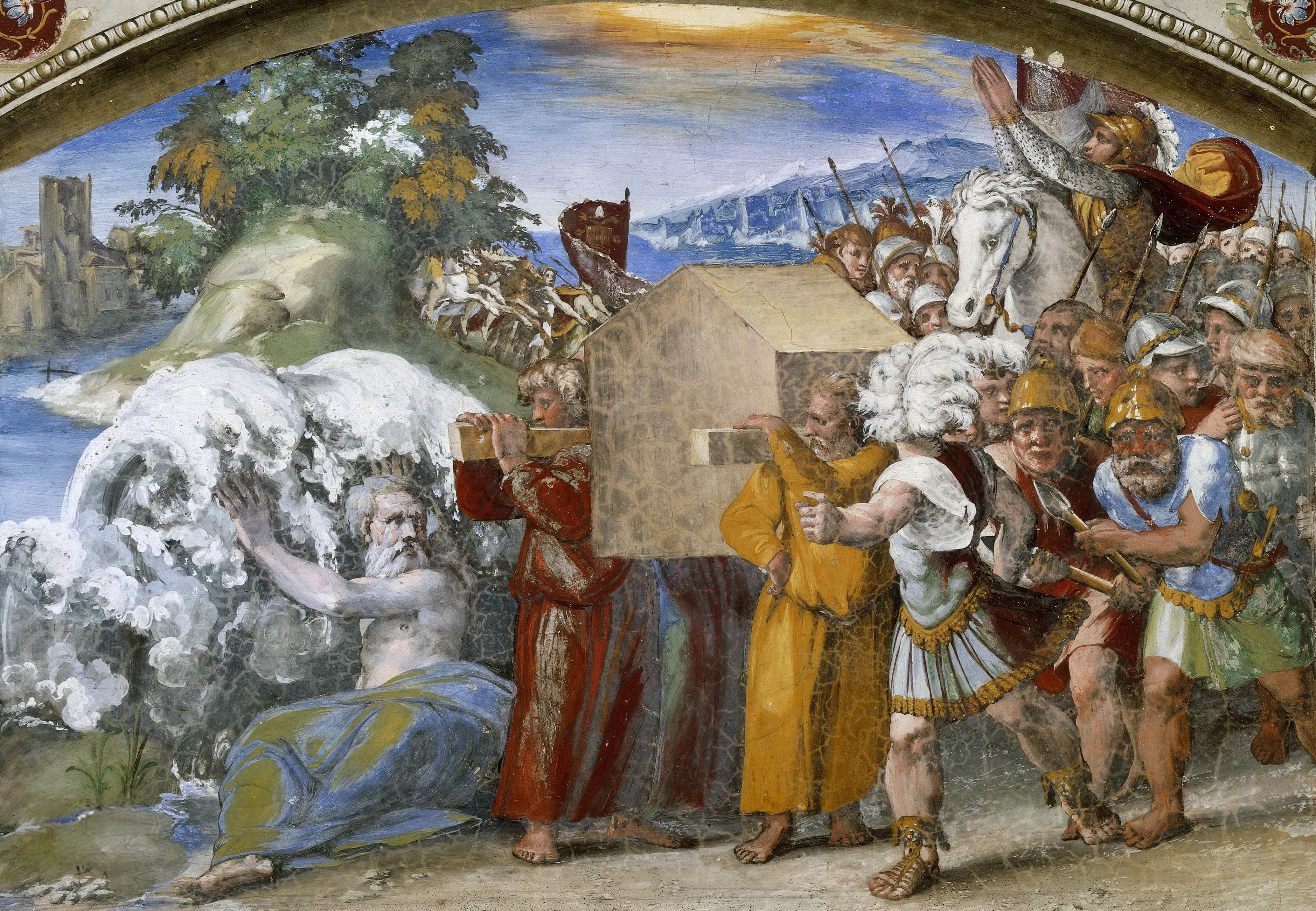
Paso del Jordán
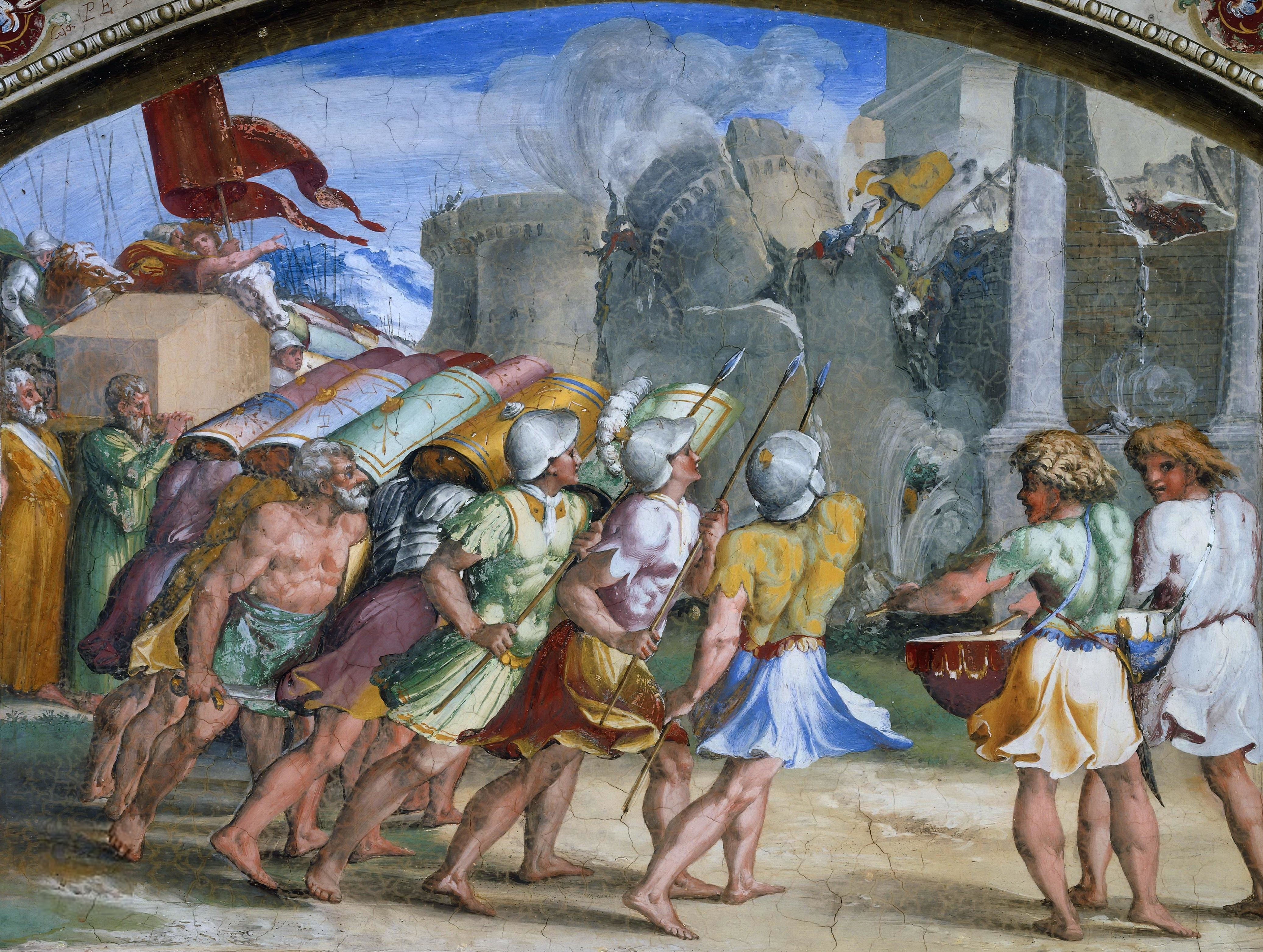
Caída de Jericó
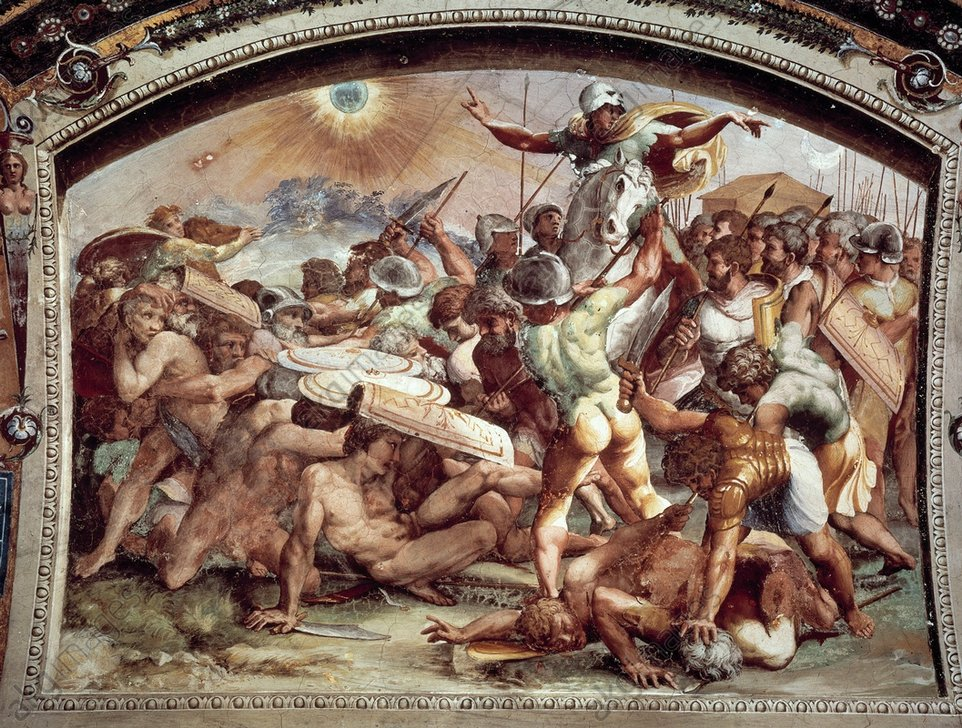
Josué que detiene el sol y la luna
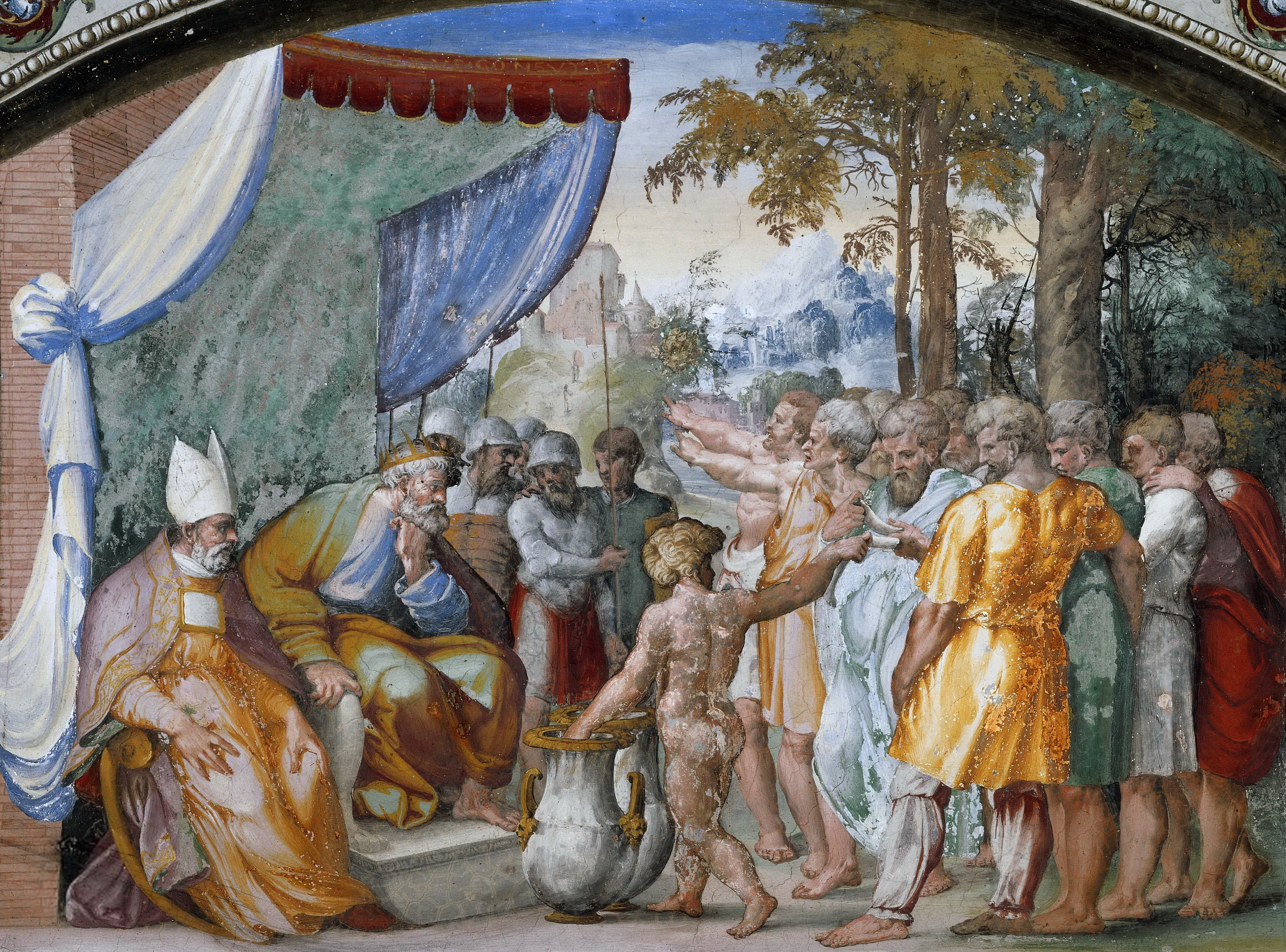
Reparto de la tierra prometida

### Undécima bóveda
Esta parte de la galería se dedica a David, con imágenes de la Consagración, el Encuentro con Goliat, el Triunfo sobre los asirios y el Tocado de Betsabé. Se desconoce el tema de la monocromía de la base, desaparecida. Se suele atribuir a Perin del Vaga, con diseños de Penni para la primera y cuarta historias y de Romano para la segunda y tercera.

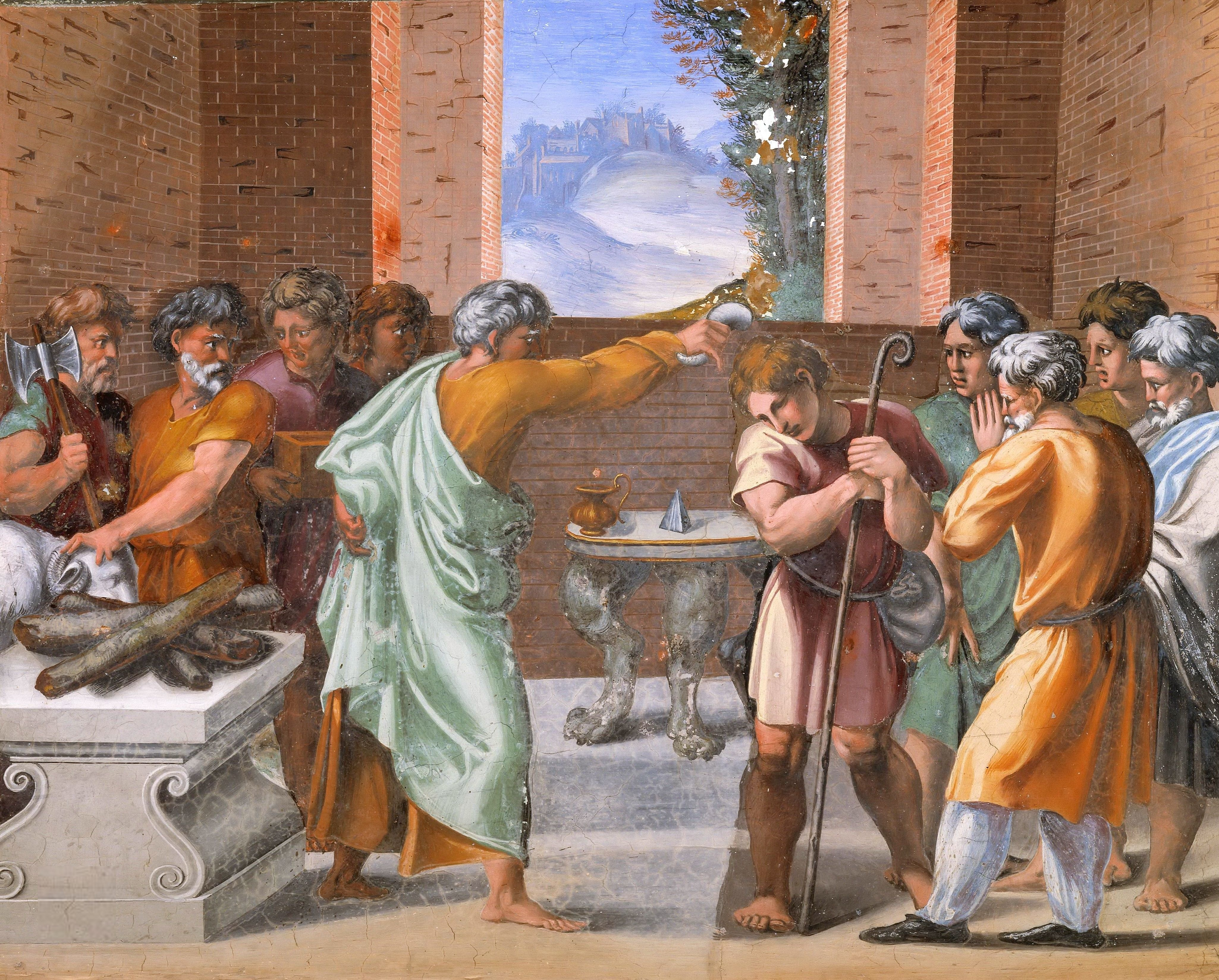
Consagración
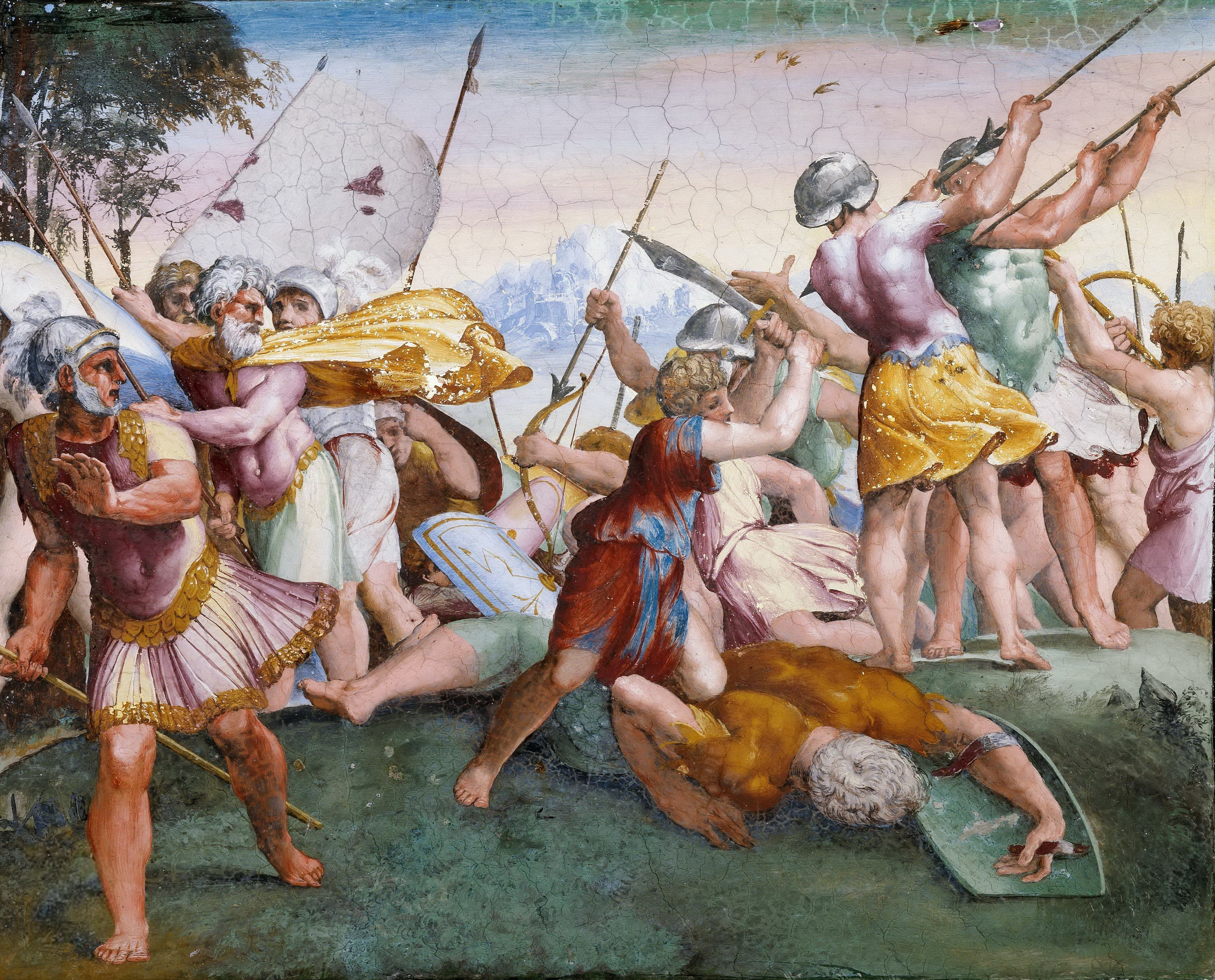
Encuentro con Goliat
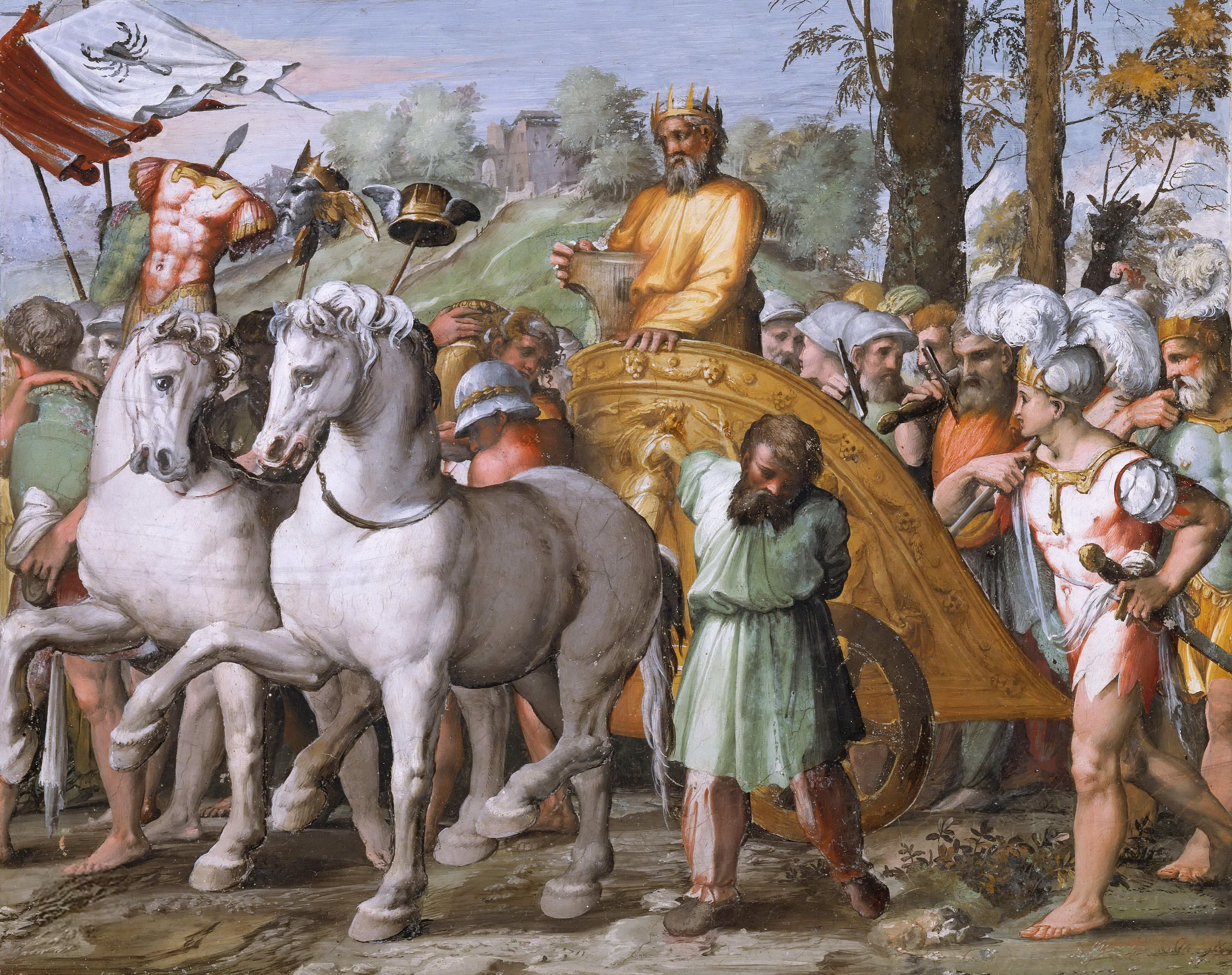
Triunfo sobre los asirios
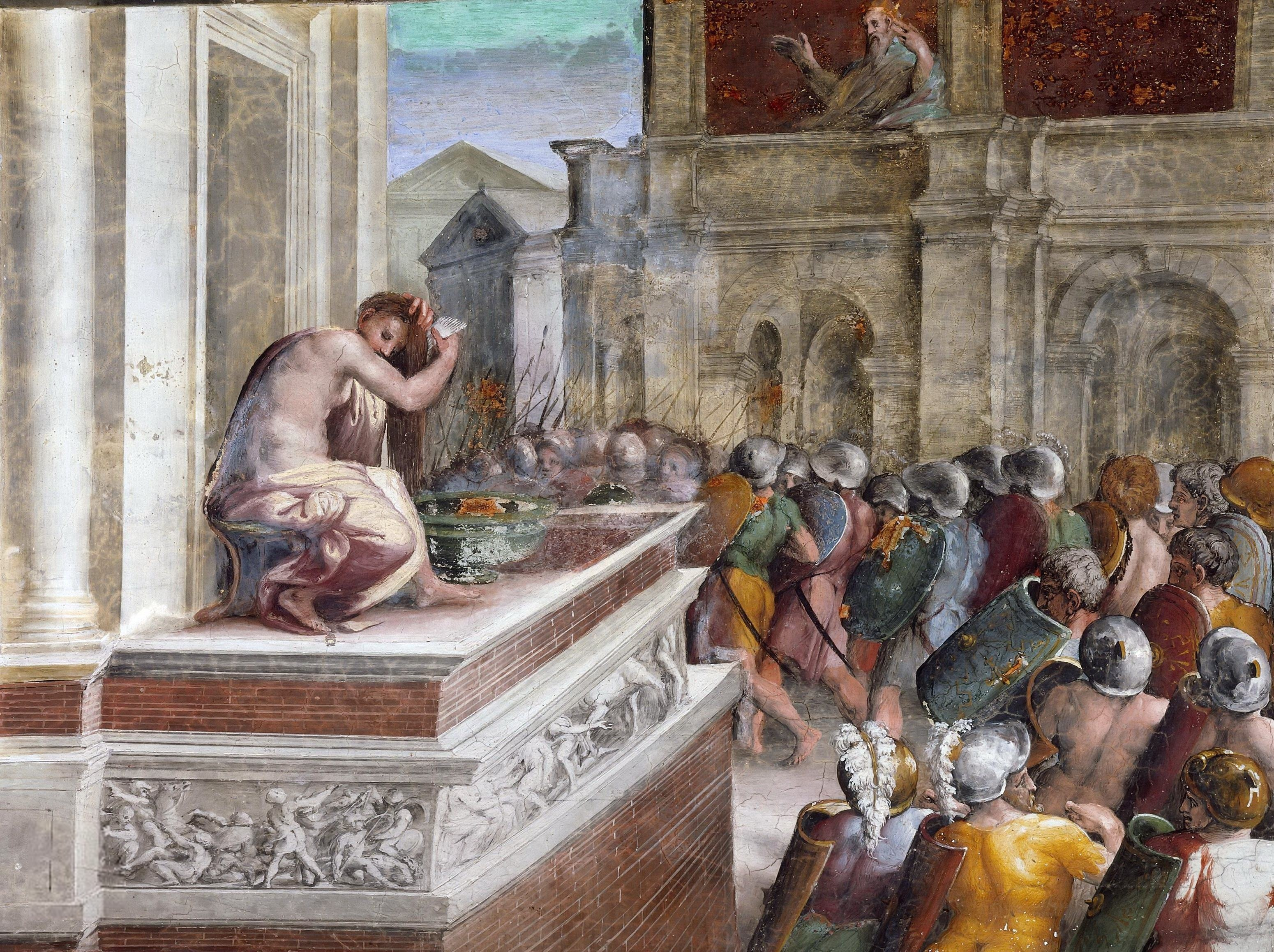
Tocado de Betsabé

### Duodécima bóveda
Dedicada a Salomón, se presentan la Consagración del rey, el Juicio, el Encuentro con la reina de Saba y la Construcción del Templo de Jerusalén. En el zócalo, Betsabé ante David. La mayoría de expertos los adjudican a Perin del Vaga, aunque Cavalcaselle otorga a Giulio Romano el primero, segundo y cuarto.

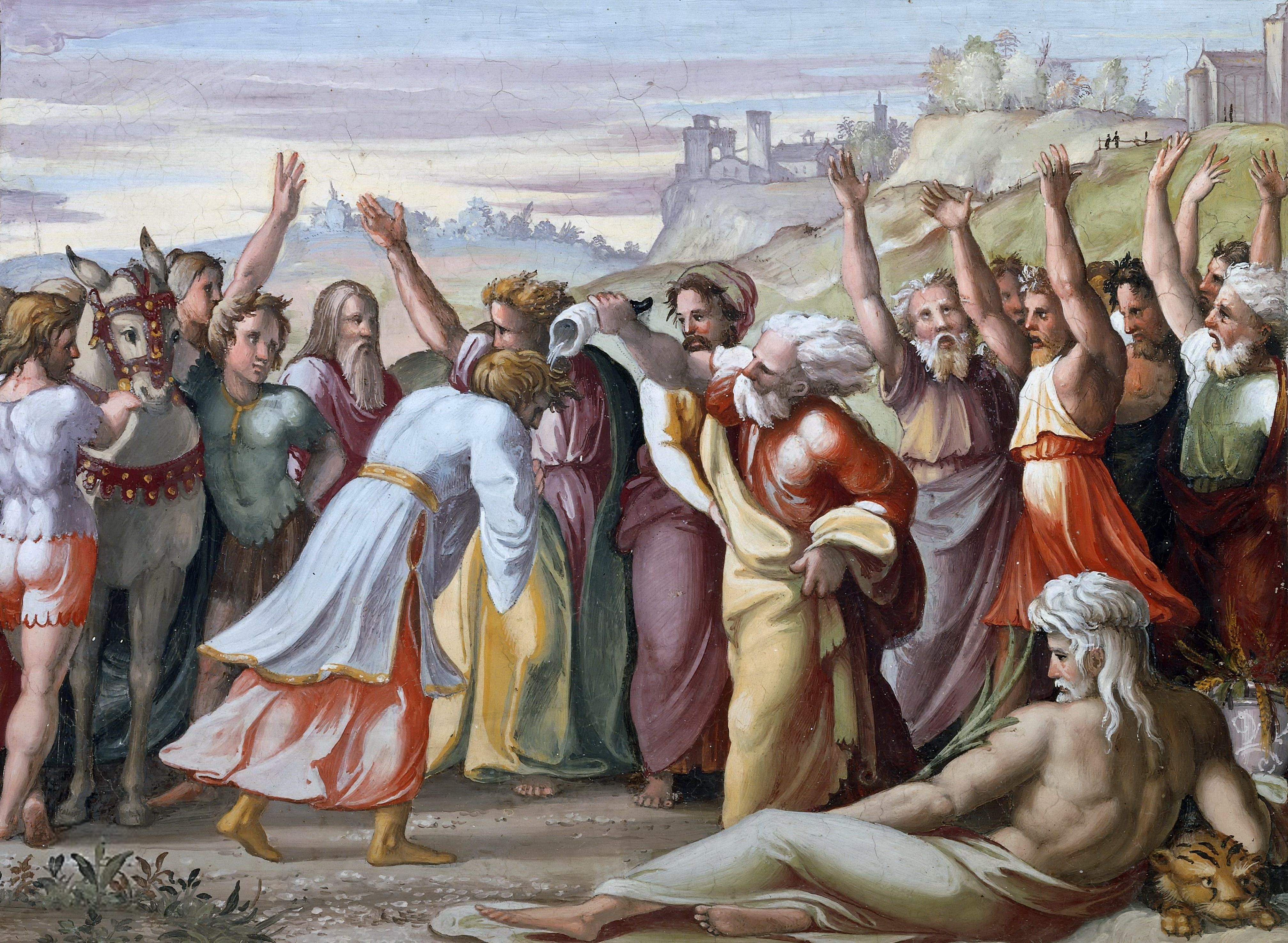
Consagración del rey
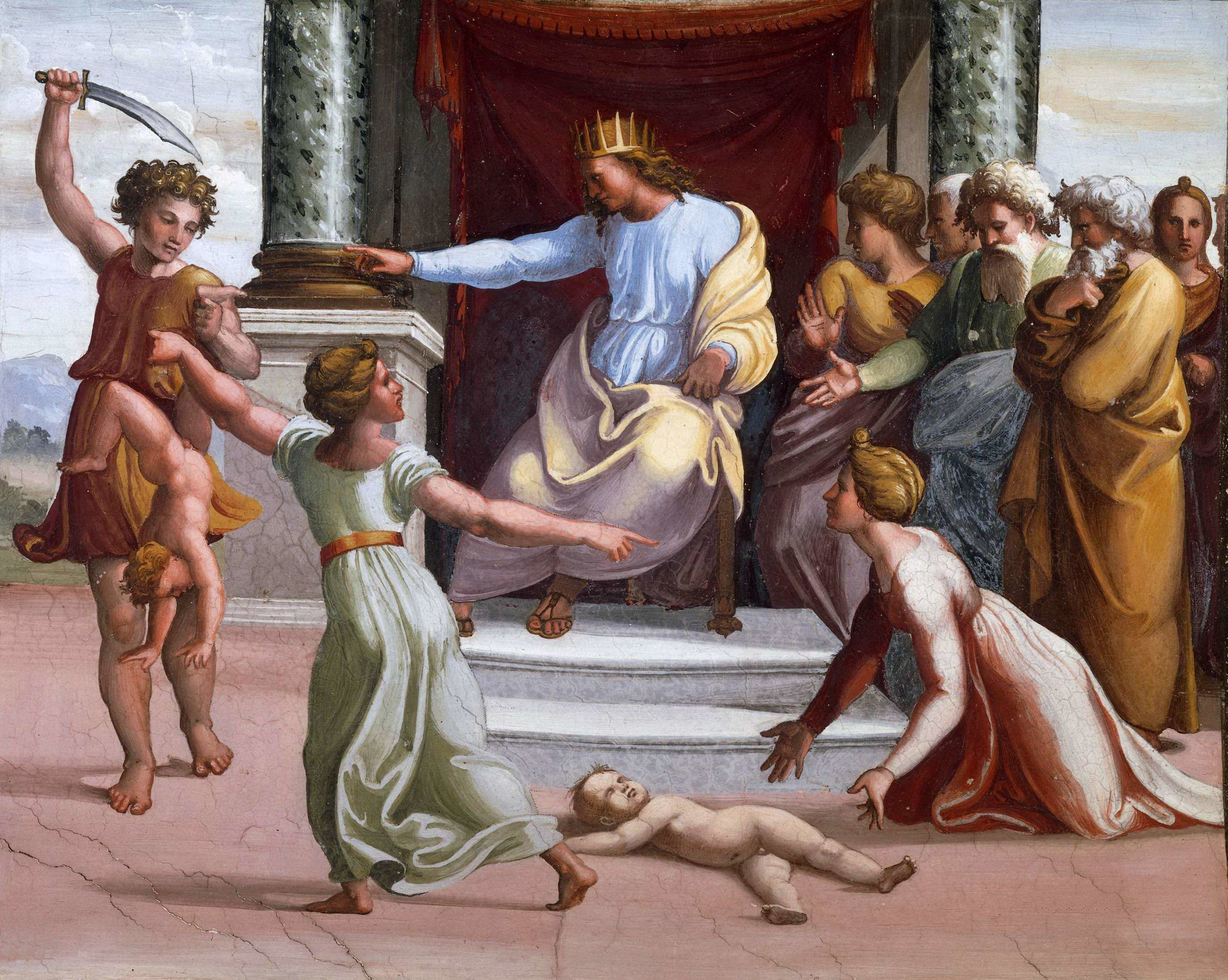
Juicio
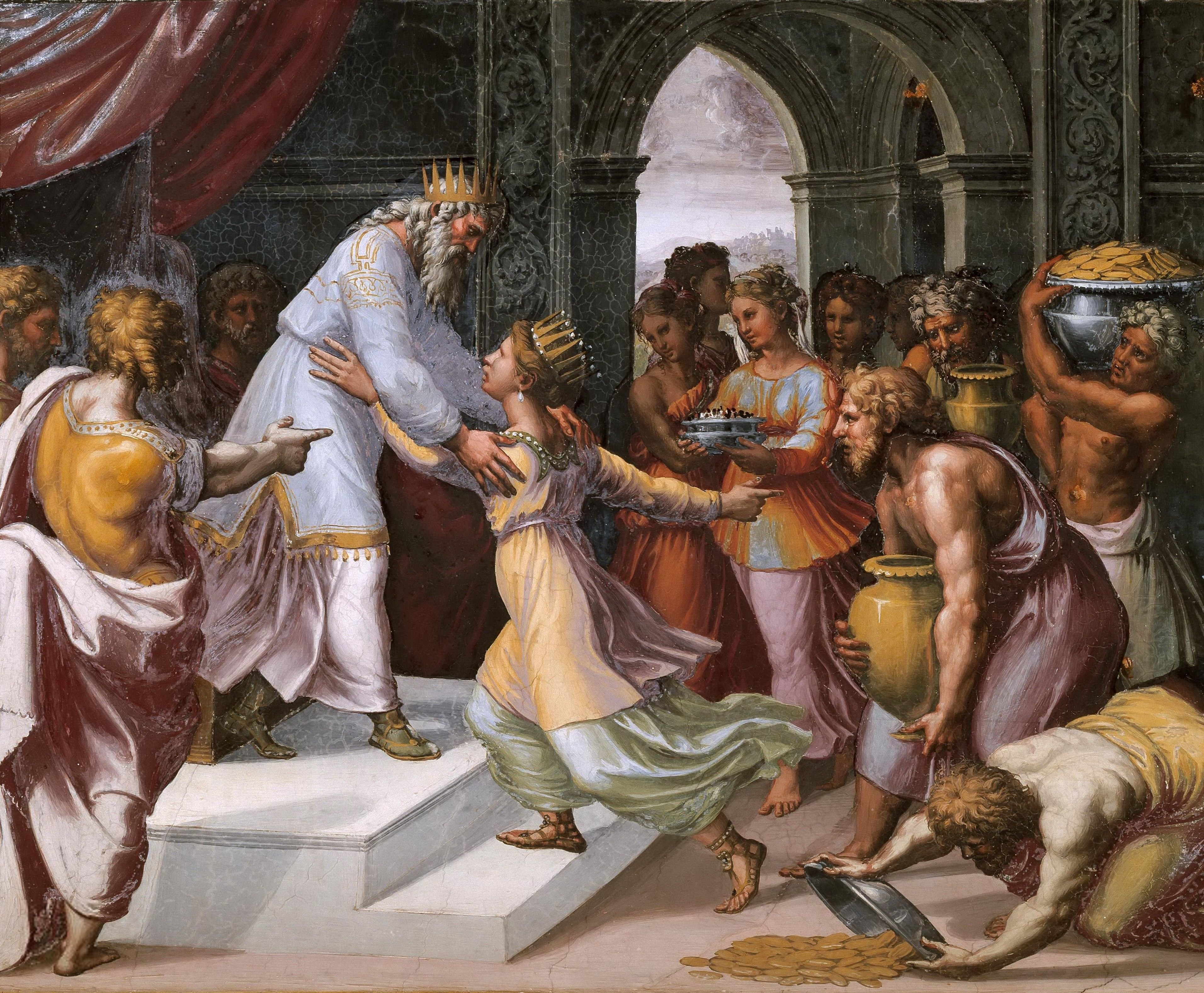
Encuentro con la reina de Saba
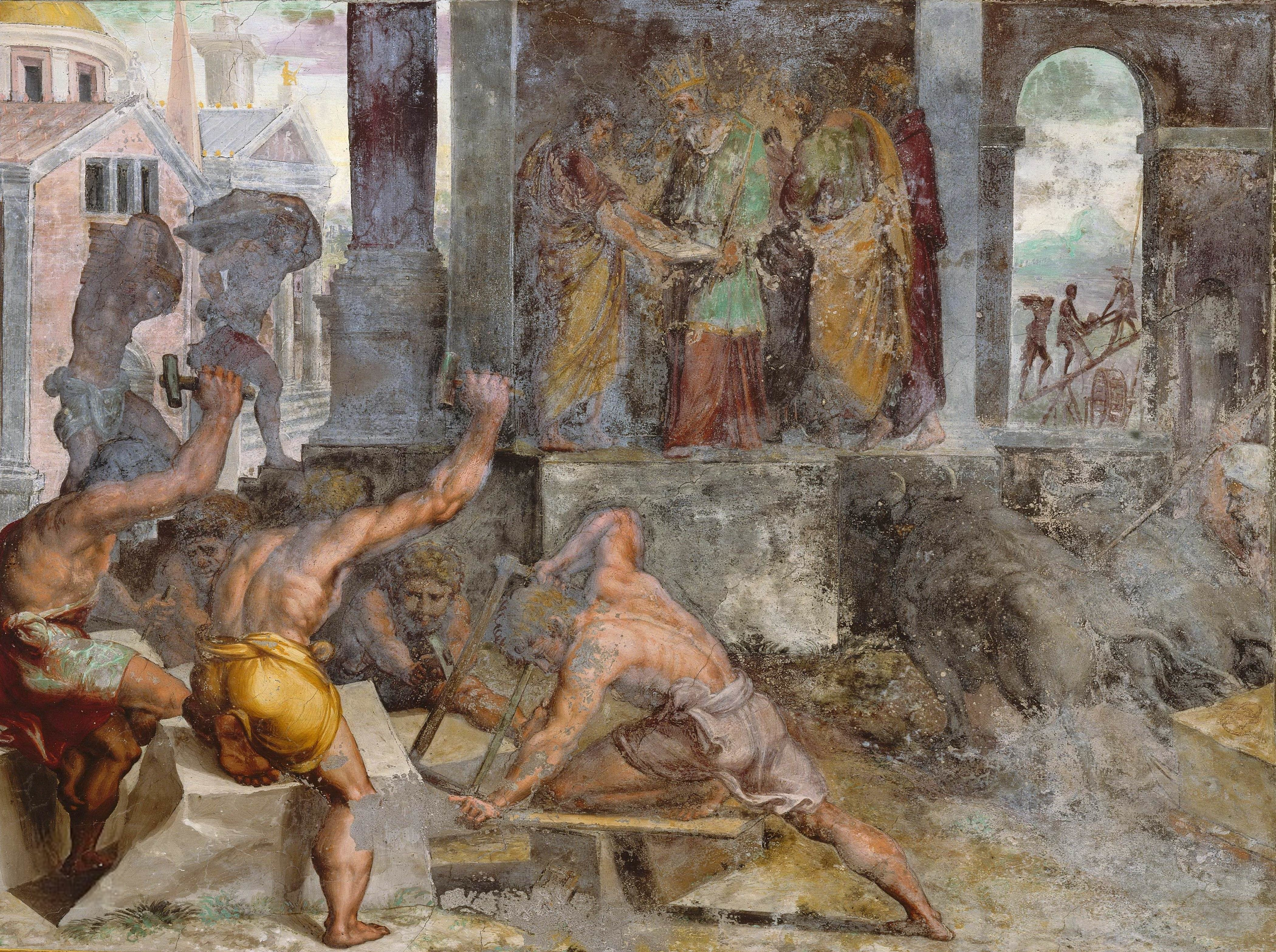
Construcción del Templo de Jerusalén

### Decimotercera bóveda
La última bóveda es la única en que se presentan historias del Nuevo Testamento, dedicadas a Cristo, con las siguientes escenas: Natividad, Adoración de los Magos, Bautismo y Última cena, así como la Resurrección en la base. Vasari consignó el ciclo como obra de Perin del Vaga, adjudicación en la que concuerdan la mayoría de expertos. Filippini en cambio las atribuyó a Tommaso Vincidor da Bologna, comparando la Natividad con el tapiz de la segunda serie vaticana de este artista. Por último, para Hartt serían de Romano y Penni.

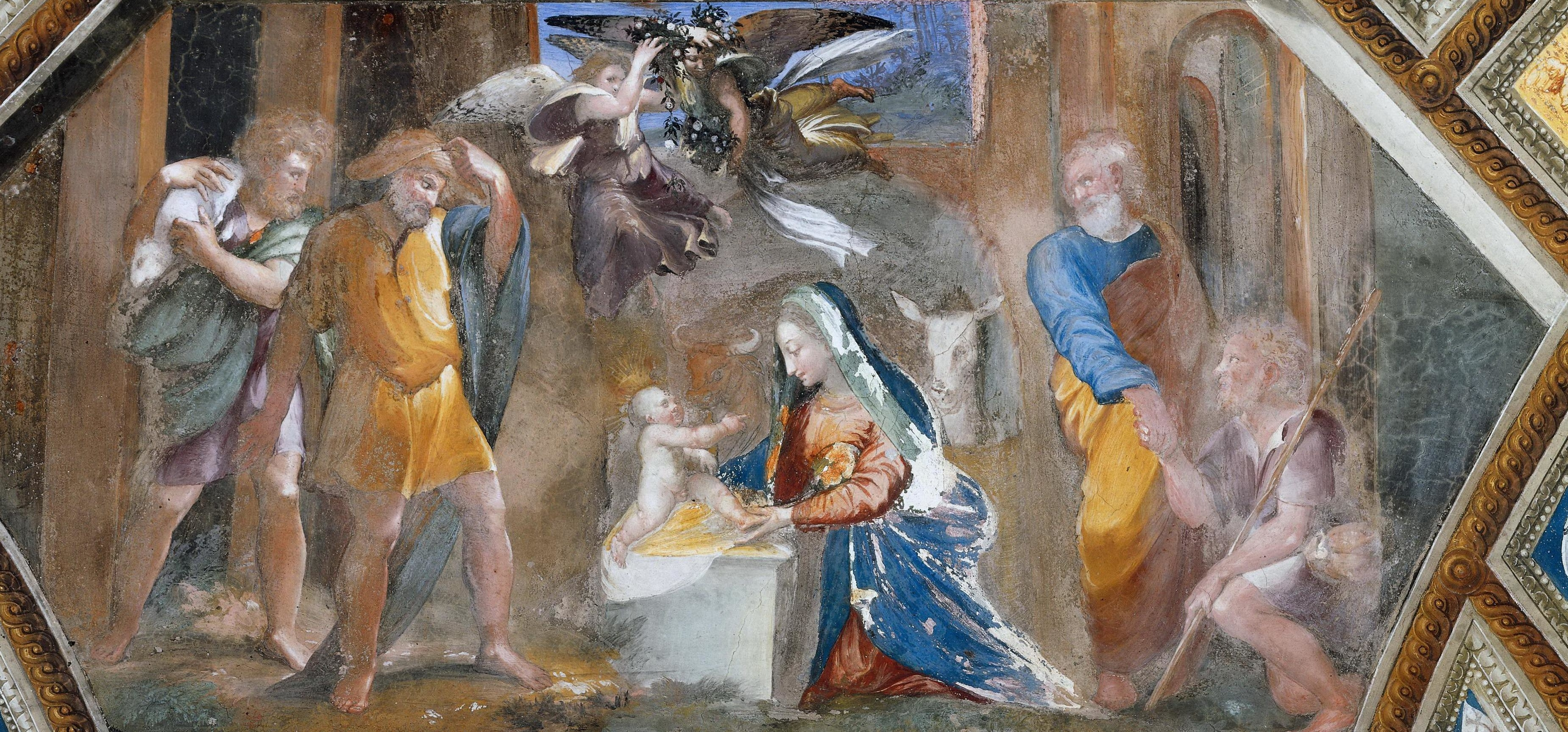
Natividad
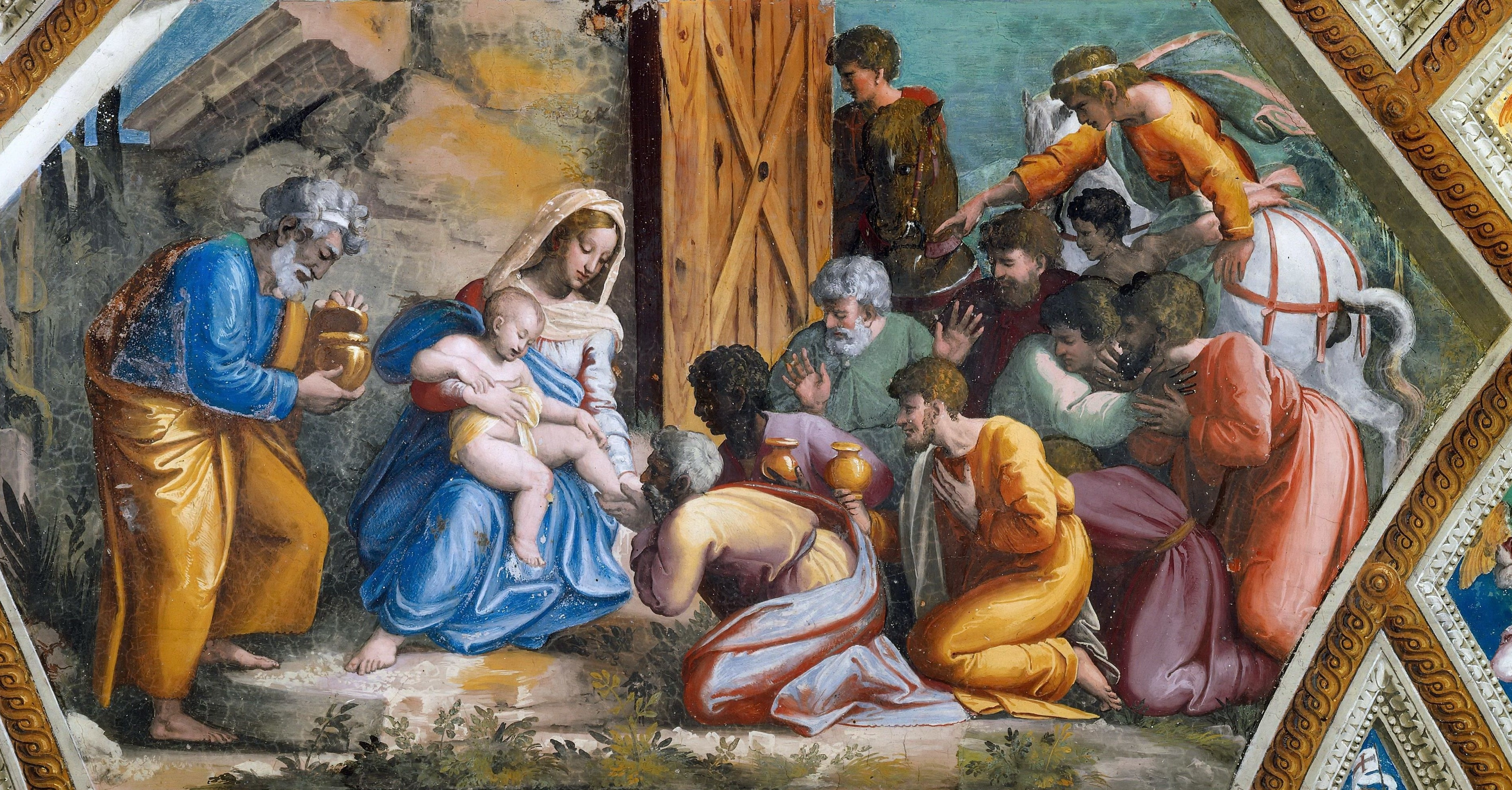
Adoración de los Magos
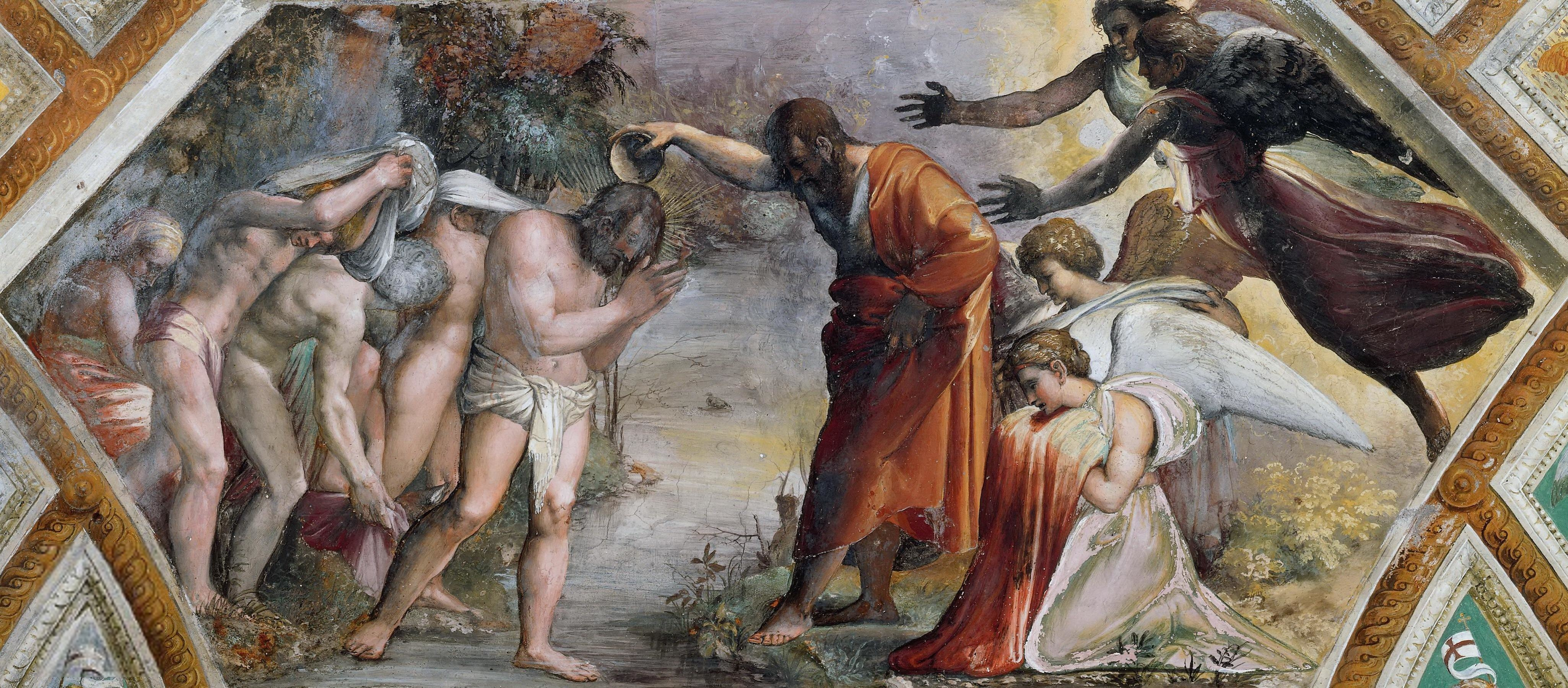
Bautismo
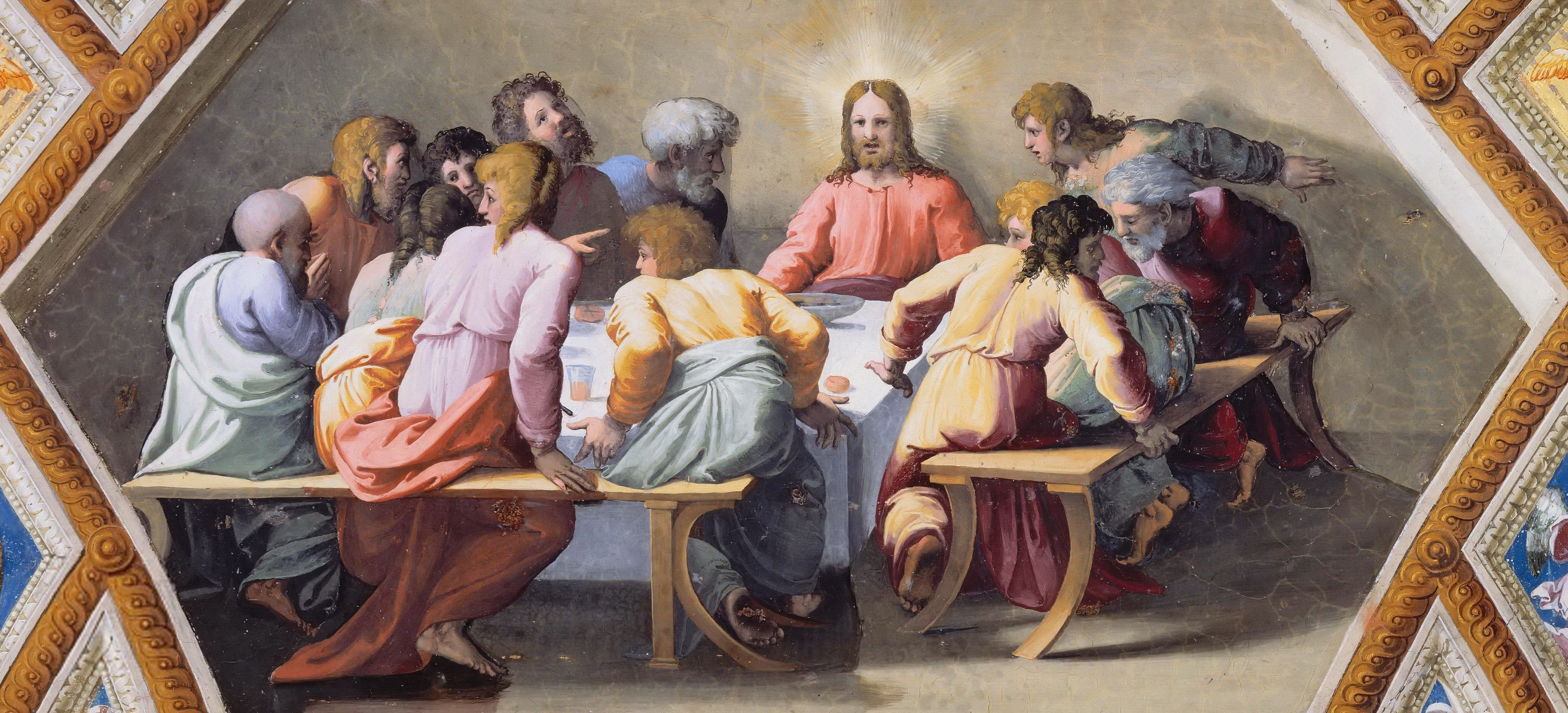
Última cena